# Villeroy & Boch
Die Villeroy & Boch AG (deutsch [ˌvɪlərɔɪ.ʔʊntˈbɔx], französisch [vilʁwa.eˈbɔk]), kurz V&B (auch „VB“), ist ein deutscher Hersteller von Keramikwaren, dessen Ursprung im Jahr 1748 liegt. Das Unternehmen ist nach seinen beiden Gründern François Boch und Nicolas Villeroy benannt und befindet sich nach über 275 Jahren immer noch größtenteils im Besitz der Familien von Boch-Galhau (Hauptaktionäre) und Villeroy de Galhau. Der Hauptsitz von Villeroy & Boch befindet sich in der Alten Abtei in Mettlach im Saarland, einem Klostergebäude, das während der Französischen Revolution aufgegeben wurde. Daneben gibt es 13 Produktionsstätten in Europa und Asien. Die Produkte werden in rund 125 Ländern vertrieben.

## Geschichte

### Anfänge
Im Jahr 1748 begann François Boch, dessen eigentlicher Beruf Eisengießer war, mit Hilfe seiner drei Söhne im lothringischen Deutsch-Oth (Audun-le-Tiche) mit der Herstellung von Keramikwaren, insbesondere Geschirr. Dank der hohen Nachfrage nach diesen Waren konnte das Unternehmen 1767 expandieren und begann nahe der Festung Luxemburg unter dem Namen Jean-François Boch et Frères mit der Serienproduktion von Keramik. Im Jahr 1770 entstand das Brindille-Dekor mit seiner godronierten Form, das mit Unterbrechung bis heute verkauft wird – seit dem 20. Jahrhundert unter dem Namen „Alt Luxemburg“ oder „Vieux Luxembourg“.
1791, als das Unternehmen der Bochs schon über Lothringen hinaus u. a. im Saargebiet und in Luxemburg erfolgreich war, gründete Nicolas Villeroy in Vaudrevange (heute Wallerfangen) eine Steingutfabrik. Beide Unternehmer waren zunächst Konkurrenten. Villeroy gelang es, das Porzellan mit Kupferstichen zu bedrucken, was einen enormen Fortschritt in der Serienproduktion bedeutete und seine Konkurrenzfähigkeit gegenüber dem Unternehmen Boch sicherte. Die Kupferstiche wurden zunächst auf Seidenpapier gedruckt. Die ausgeschnittenen Stücke wurden auf die noch ungebrannte Keramik appliziert. Das Papier verbrannte beim Brennvorgang, während die Metallfarbe auf der Keramik zurückblieb.
Im Jahr 1809 kaufte Jean-François Boch die ehemalige Benediktinerabtei in Mettlach an der Saar. In ihr wurde eine moderne mechanisierte Geschirrfabrik eröffnet. Mit ihr verwirklichte Boch einige seiner Ideen von Maschinen zur Fertigung seiner Waren, was den Beginn einer Massenproduktion markierte. Die Abtei wird bis heute als Konzernzentrale von Villeroy & Boch genutzt. Das Unternehmen von Boch begann nun, überregionale Bekanntheit zu erreichen.
Sein Werk wurde auch von seinen Söhnen weitergeführt. Pierre-Joseph Boch gründete 1812 in Siebenbrunnen (damalige Gemeinde Rollingergrund) die Antonius-Brüderschaft, die den Arbeitern fortschrittliche Sozialleistungen bot, die noch über die erst 70 Jahre später von Otto von Bismarck geschaffenen Sozialgesetze hinausgingen. Durch diese Maßnahme wuchs in den Augen der Arbeiter das Ansehen des Unternehmens. Auch wurde in Boch (einem Arbeiterort, der nach François Boch benannt wurde) ab 1829 ein weißes, sehr hartes Steingut entwickelt und produziert, wodurch sich die Keramikwaren vermehrt auf dem überregionalen Markt absetzen ließen.

### Gründung und Expansion

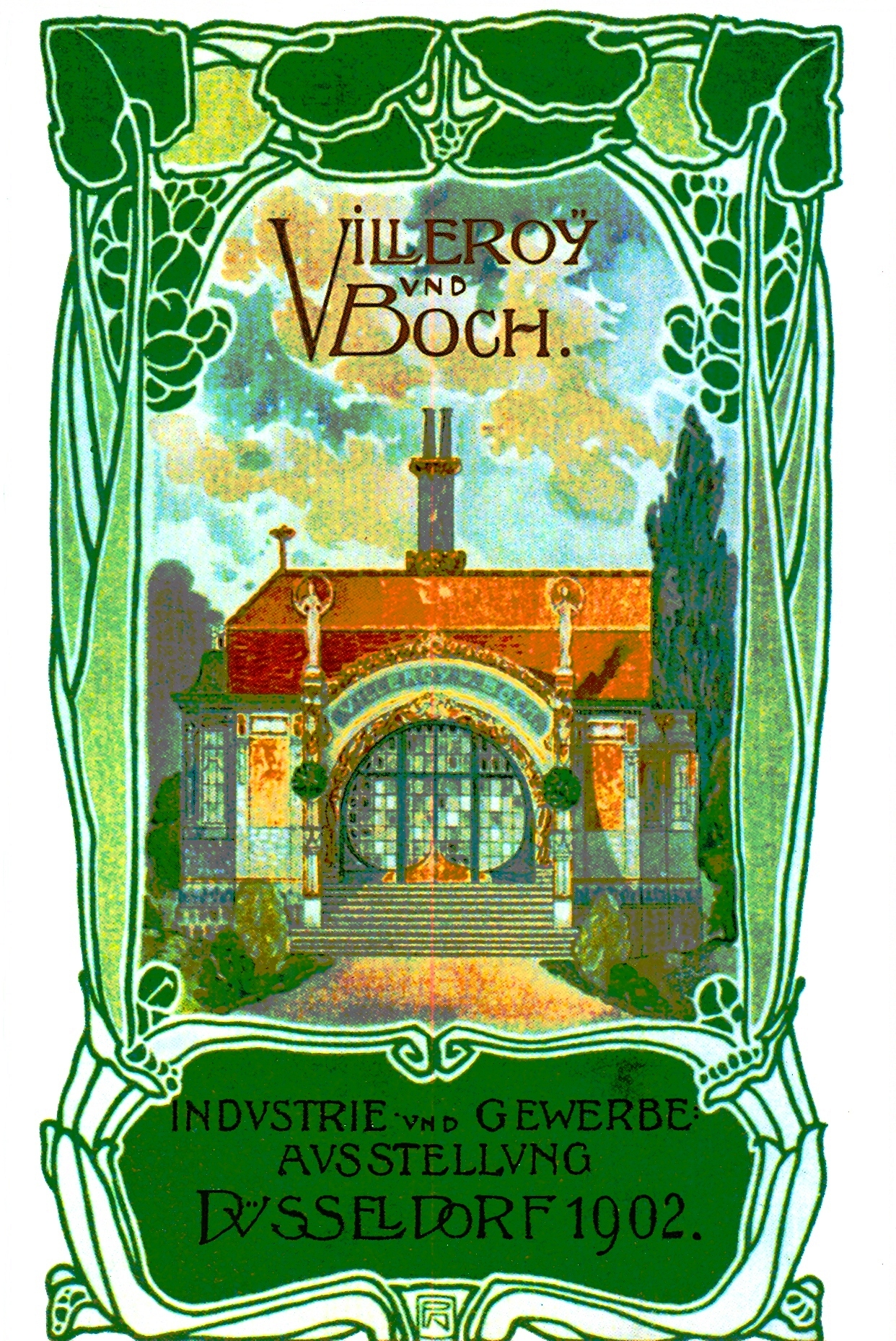
Plakat zur Industrie- und Gewerbeausstellung Düsseldorf 1902

Um jedoch auf dem Markt weiterhin bestehen zu können, schlossen sich Jean-François Boch und Nicolas Villeroy 1836 mit ihren drei Werken zum Unternehmen „Villeroy und Boch“ zusammen. Dies ermöglichte ihnen einen weiteren Aufstieg im überregionalen und später europaweiten Markt. 1843 eröffneten Villeroy und Boch ihr erstes gemeinsames Werk in Wadgassen (Saarland), die Cristallerie. Die Großproduktion in Wadgassen wurde im Jahr 1986 eingestellt und die Herstellung der Kristallglasserie Treveris Anfang der 1990er Jahre ganz beendet. Bis zum Jahr 2010 produzierte man noch zu Vorführzwecken Kristallglas. Seit Oktober 2012 befindet sich auf dem Firmengelände ein sogenanntes Factory-Outlet-Center.
Im Jahre 1846 wurde in Siebenbrunnen die Trockenpressung zur Fliesenherstellung eingeführt. Dieses Verfahren wird bis heute verwendet. Villeroy und Boch erweiterten ihren Markt und exportierten nach Frankreich, in die Schweiz, nach Polen (damals preußisches Staatsgebiet) und nach England.
Bereits Anfang der 1840er Jahre gehörte Villeroy & Boch zu den führenden Herstellern von Fayencen:

„Villeroy & Boch, die schon beim Töpferzeuge erwähnt wurden, sind auch als Aussteller von Fayenze-Waaren mit einem reichhaltigen Sortiment erschienen. Sechs Tafel-Servize, fünf Dessert-Servize, Obstkörbe, Kompotschaalen, Teller, Kaffee- und Thee-Servize. Ein großer Theil dieser Arbeiten, die zum Theil von ziemlich schwierigen Formen sind, sind mit sauberen Mustern bedruckt. Wir möchten, was Schärfe und Sauberkeit des Druckes betrifft, diese Sachen für die besten halten. Auch gemalte Geschirre sind ausgestellt, die wir alle Ursache haben zu loben. Außerordentlich geschmackvoll sind die gelben Geschirre, auf welchen sich die Versilberung mit Glanzsilber recht schön ausnimmt. Auch die Vergoldungen sind so, wie sie nur auf Fayenze bei dem gegenwärtigen Standpunkt dieses Gewerbes sein können, ob es jemals gelingen wird, auf diesem Material eine dauerhafte, schöne Vergoldung herzustellen, müssen wir dahingestellt sein lassen. Sehr zu beachten kleiner Becher von gebranntem Thon, an welchem weiße Perlen vor dem Brennen eingesetzt worden sind. Kenner versichern, daß diese Arbeit außerordentlich mühsam und früher noch nicht in dieser Art hergestellt worden ist. Das Publikum hat auch hier, wie fast allen Ausstellern von Fayenze-Fabrikaten, durch reichlichen Ankauf seinen Beifall zu erkennen gegeben.“

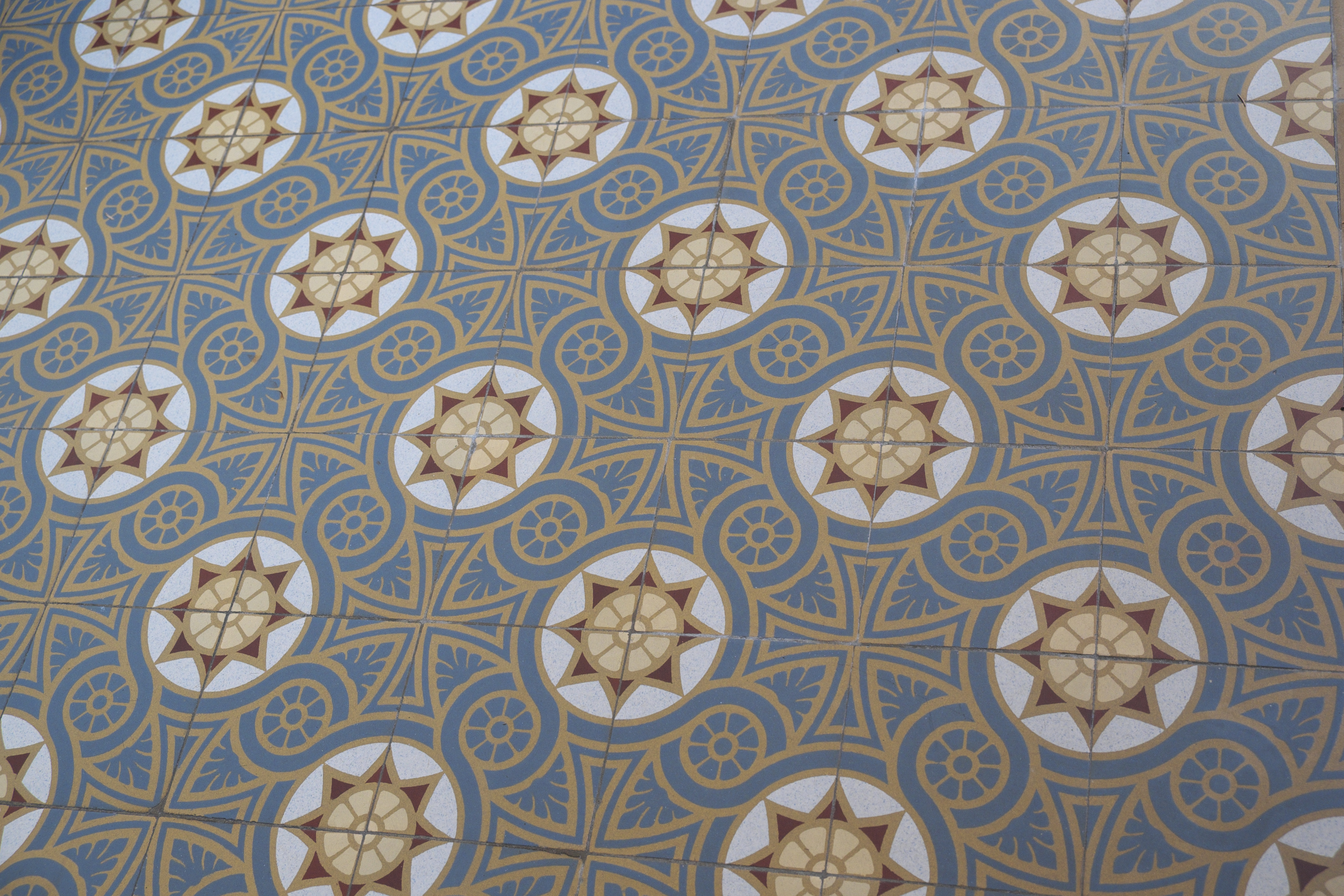
Ornamentaler Fußboden aus Mettlacher Platten in der Kirche St. Michael in Zwiefaltendorf

In den 1850er Jahren brachte das Unternehmen weitere Innovationen auf den Markt, so hochwertigeres Porzellan, Bodenfliesen mit eingelegtem Muster (Mettlacher Platten) und später den Feuerton. Villeroy & Boch wurde dadurch auch weltweit populärer: die Erzeugnisse wurden in ganz Europa verkauft, auch nach Nord- und zum Teil nach Südamerika exportiert. Die Herstellung der Mettlacher Platten, die ihren Namen vom Herstellungsort Mettlach erhielten, beschrieb ein zeitgenössisches Lexikon so:

„Mettlacher Platten, auf trockenem Wege geformte, bis zur Sinterung gebrannte, in der Masse gefärbte Tonplatten mit einfarbiger oder gemusterter Oberfläche. Dieselben bestehen aus zwei Masseschichten, von welchen die obere in feinerer Vorbereitung das Muster erhält, während die untere, in stärkerer Lage hergestellt, als Füllmasse dient. Bei der Herstellung wird die fein zerkleinerte Masse von Hand in Formen geschüttet, die unter Preßstempel geschoben werden, welche das Tonpulver stark zusammenpressen; zur Bewegung der Preßstempel wird hydraulischer Druck benutzt. Für die Anfertigung gemusterter Platten werden Schablonen verwendet, welche mit farbig brennenden Tonen gebrannt werden; die Schablonen werden vor der Pressung der Platten aus dem eingegebenen Tonpulver herausgezogen.“

Die Platten sind besonders abriebfest und damit langlebig, temperaturbeständig und leicht verlegbar. Sie kamen in großem Maße in der Gründerzeit mit ihrem Bauboom in den Städten zum Einsatz. Die zahlreichen Muster, Farben und zusammengefügten teppichähnlichen Formen entstehen aus je einer Grundplatte in den Maßen 17 mal 17 cm.
Die Mettlacher Platten waren am Markt so erfolgreich, dass sie von der Wienerberger Ziegelfabriks- und Baugesellschaft nachgeahmt wurden. Die Wienerberger Tonfliesen fanden in Österreich erstmals beim zwischen 1875 und 1877 errichteten Neubau der k. k. Kunstgewerbe-Schule Verwendung.
In den 1930er-Jahren wurden die Mettlacher Platten durch billigere Bodenplatten aus Zement ersetzt. Da aus Denkmalschutzgründen Ersatz für die originalen Fliesen im 21. Jahrhundert verstärkt benötigt wird, gründete sich in Sieversdorf im Land Brandenburg im Jahr 2002 der einzige deutsche Hersteller Golem Baukeramik. Er unterhält in Berlin-Mitte in den Hackeschen Höfen ein Beratungs- und Verkaufszentrum. Ein weiterer Hersteller von Feinsteinzeug nach originalen historischen Mustern ist die Firma Zahna-Fliesen aus Zahna Sachsen-Anhalt.
1879 wurde ein weiteres Keramikwerk in Merzig (ebenfalls im Saarland) eröffnet. Dieses entwickelte sich damals zur weltweit größten Fabrik für Bodenfliesen. Auch die im 20. Jahrhundert entwickelten Terracotta-Baukeramiken wurden von dort weltweit vertrieben. Als gegen Ende des 19. Jahrhunderts vor allem im Sanitärbereich Keramik- und Porzellanprodukte die älteren Blechausstattungen immer weiter verdrängten, begann das Unternehmen ab 1899 mit einer Großserienproduktion von Sanitärkeramik, Toiletten, Spülbecken und Badewannen. Durch die erhöhte Produktion wurden modern ausgestattete Badezimmer nun auch für ärmere Bevölkerungsschichten erschwinglich.
Von 1883 bis zum Verkauf 1912 gehörte auch die Schramberger Majolika-Fabrik in Schramberg im Schwarzwald als Tochtergesellschaft zu Villeroy & Boch.

### Anfang des 20. Jahrhunderts

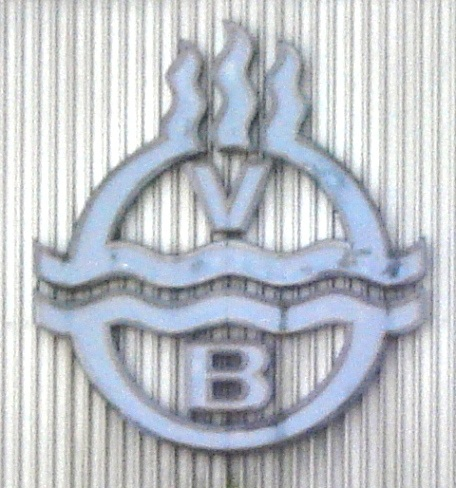
(ehemaliges) Logo von Villeroy & Boch aus den 1960er Jahren

Während des Ersten Weltkrieges wurde die Produktion vorübergehend eingestellt. Da eine Belieferung des Deutschen Reichs aus dem nach Kriegsende abgetrennten Saargebiet nur erschwert möglich und die Beschaffung der Rohstoffe (v. a. Brennmaterial und Tone) schwierig war, erwarb Villeroy & Boch 1920 Fabriken bei Bonn und bei Breslau, wo es in der Zeit zwischen den Weltkriegen die Produktion wieder aufnahm: Während im Saargebiet hauptsächlich für den französischen Markt produziert wurde, griff man in Bonn, wo für den deutschen Markt produziert wurde, auch die künstlerischen Ideen der Bauhaus-Bewegung auf. Im Bonner Werk wurde Gebrauchskeramik und Dekoratives gefertigt, ab 1926 wurde umgerüstet für die Sanitärfertigung. Die übernommenen Anlagen der Mehlem'schen Steingutfabrik an der heutigen Adenauerallee waren jedoch veraltet und boten weder einen Eisenbahnanschluss noch Erweiterungsmöglichkeiten, so dass die Fabrik 1931 stillgelegt wurde. 1927 nahm das neueingerichtete Steingutwerk Torgau die Produktion auf.

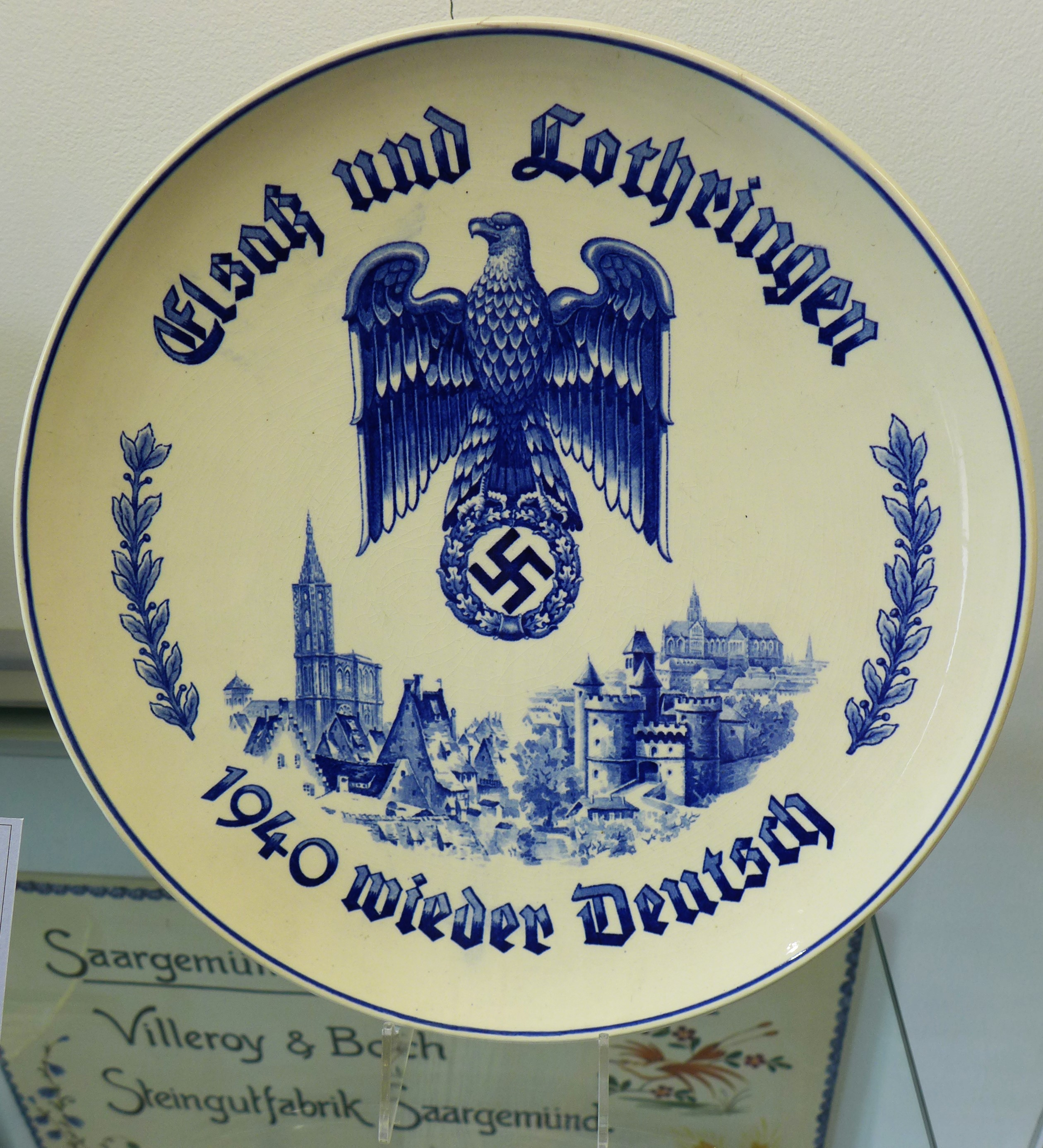
Villeroy & Boch, Saargemünd, Schmuckteller zur Annexion von Elsass und Lothringen durch NS-Deutschland nach dem Frankreichfeldzug, Reichsadler mit Hakenkreuz im Eichenkranz über dem Straßburger Münster links und dem Metzer Dom mit dem Deutschen Tor (rechts), seitlich Lorbeerzweige als Siegessymbol

Mit der faktischen Annexion Elsass-Lothringens nach dem Frankreichfeldzug im Jahr 1940 wurde die Saargemünder Fayencefabrik durch Gauleiter Josef Bürckel als „Feindesgut“ konfisziert und Luitwin von Boch im Oktober 1940 als Konkursverwalter unterstellt. Boch, der keine Wahl hatte, die Treuhänderschaft zu übernehmen, bedankte sich bei Bürckel dafür mit der Produktion eines Tellers, der die Annexion Lothringens und des Elsass propagandistisch feierte. Darüber hinaus bekam Boch ein Vorkaufsrecht für das Saargemünder Unternehmen eingeräumt. Ab Januar 1941 konnte in Saargemünd wieder produziert werden, nachdem zuerst einmal 2.350.000 Reichsmark investiert werden mussten, um die Produktion in Gang setzen zu können. Die Produkte trugen nun den Stempelaufdruck „Villeroy & Boch, Steingutfabrik Saargemünd“. Auf längere Sicht war von Boch geplant, in Saargemünd Sanitärkeramik zu erzeugen. Am 6. Juli 1942 kaufte Villeroy & Boch das Saargemünder Werk für rund zwei Millionen Reichsmark. Luitwin von Boch war mit dem Erwerb der Treuhänderschaft entbunden und nicht mehr gezwungen, der Gauleitung Bericht zu erstatten. Erst nach der Befreiung der Stadt Saargemünd durch die US-Armee im Dezember 1944 konnte der im Jahr 1940 nach Innerfrankreich geflohene frühere Fabrikdirektor Édouard Cazal die Firmenleitung in Saargemünd wieder übernehmen. Die Stadt Saargemünd kaufte von Villeroy & Boch Ländereien und Werk zum gleichen Preis, also umgerechnet rund zwei Millionen Reichsmark, wieder zurück.
Durch den Zweiten Weltkrieg hatte das Unternehmen erneut schwere Probleme zu bewältigen: Die deutschen Fabriken waren größtenteils zerstört, in Frankreich wurden zum Teil Tellerminen aus Porzellan hergestellt. Hinzu kam, dass die verbliebenen Produktionsstätten bei Breslau, in Dresden und Torgau nach dem Krieg enteignet und die saarländischen Fabriken dem gemeinsamen französisch-saarländischen Wirtschaftsraum angegliedert wurden. Der wirtschaftliche Wiederanschluss des Saarlandes an die Bundesrepublik Deutschland im Jahr 1959 ermöglichte schließlich eine komplette Wiederaufnahme aller Unternehmenszweige. So konnte schon 1959 das Werk in Septfontaines/Luxemburg die Absätze mit weiteren Erfindungen, vor allem bei der Porzellanherstellung, wieder steigern. Das Unternehmen wuchs in den folgenden Jahren weiter an, exportierte ab 1971 bis nach Japan und beauftragte bekannte Designer wie Luigi Colani mit den Entwürfen von Sanitärkeramik.

### Seit Ende des 20. Jahrhunderts
Das Unternehmen wurde 1982 neu strukturiert und die Entwicklung nun zentral koordiniert. Die Produkte wurden in den Sparten Fliesen, Sanitär und Geschirr/Kristall verkauft. Die letzte Glasproduktion in der Cristallerie Wadgassen fand im Jahr 1986 statt. Auch in den 1980er Jahren expandierte das Unternehmen weiter; das Produktsortiment erweiterte sich um Wannen und Duschen.
Im Jahr 1990 verkündete Villeroy & Boch den Gang an die Börse. In den 1990er Jahren kaufte das Unternehmen einige kleinere Hersteller auf, unter anderem 1990 den VEB Steingutwerk Torgau von der Treuhand. Bei der Jubiläumsfeier zum 250-jährigen Bestehen von Villeroy & Boch 1998 in Mettlach sprachen sich führende Politiker aus Luxemburg, Deutschland und Frankreich für das Unternehmen und den „Europäer der ersten Stunde“ aus. Das Produktsortiment wird bis heute ständig erweitert. Villeroy & Boch verkauft seine Waren weltweit über den Handel, in firmeneigenen Läden und über einen Online-Shop. Im Bereich Bad und Wellness ist der Vertriebsweg dreistufig. Privatpersonen können zudem in den firmeneigenen Outlet-Shops unter anderem in Mettlach, Luxemburg, Wadgassen, Zweibrücken, Selb, Dänischburg, Wustermark und Torgau sowie einigen anderen Outlet-Standorten im Ausland vergünstigte Tischkulturwaren zweiter Wahl kaufen, d. h. Porzellan, Glas, Bestecke und Dekorationsartikel mit kleinen Schönheitsfehlern.
Die Fliesensparte von Villeroy & Boch wurde zum 1. Januar 2006 in eine eigenständige GmbH (V & B Fliesen GmbH) ausgegliedert. Zum 1. Juli 2007 verkaufte die Villeroy & Boch AG 51 % der V & B Fliesen GmbH an den türkischen Keramikhersteller VitrA (Eczacıbaşı Holding). Im Januar 2011 wurde der Anteil der Eczacibasi Gruppe auf die V & B Fliesen GmbH auf insgesamt 75 % erweitert, eine erneute Erweiterung erfolgte im Januar 2014. Derzeit hält die Villeroy & Boch AG nur noch 2,29 % als Finanzinvestition.
Im Anschluss an eine lange Tradition der Zusammenarbeit mit Künstlern entwickelte sich eine intensive Zusammenarbeit mit dem Maler Stefan Szczesny, der zahlreiche große Projekte mit dem Unternehmen entwickelte.
2008, im Jahr des 260. Jubiläums, übernahm Villeroy & Boch den insolventen Badmöbelhersteller Sanipa mit Sitz in Treuchtlingen. Sanipa bietet neben Badmöbeln auch Spiegel, Spiegelschränke und Lichtelemente an.
Das Jahr 2009 war für Villeroy & Boch – wie für die gesamte Keramikbranche (Wedgwood, Rosenthal etc.) – von der weltweiten Finanz- und Wirtschaftskrise gekennzeichnet. Weltweit reduzierte der Konzern die Zahl der Mitarbeiter um 900, davon rund 400 in Deutschland. Produkte wie etwa Tischbesteck und Gläser werden über Zukauf abgedeckt.
Entlassungen in Luxemburg trafen auf heftigen Widerstand von Bevölkerung und Belegschaft. Wegen der Schließung des Werks Rollingergrund warf die luxemburgische Christliche Gewerkschaft (LCGB) Villeroy & Boch vor, während Krisenzeiten unsozial zu handeln. Im Rahmen der folgenden Verhandlungen vor dem Nationalen Schlichtsamt (Office national de conciliation) konnten sich Unternehmen und Gewerkschaft aber letztendlich auf einen beidseitig zufriedenstellenden Sozialplan einigen.
Für das Krisenjahr 2009 verzeichnete der Konzern einen Verlust von 96,5 Millionen Euro, bei einem Umsatz von 715,3 Millionen Euro, etwa 14,9 % unter Vorjahresniveau.
Der Umsatz 2010 lag mit 714,2 Millionen Euro auf Vorjahres-Niveau, wohingegen sich das operative Ergebnis, EBIT (vor Sonderaufwendungen), um 25,3 Mio. Euro auf 23,6 Mio. Euro deutlich verbesserte. Bei konstantem Konzernumsatz konnte Villeroy & Boch vor allem im Ausland seine Umsätze steigern. Insgesamt wurde das Jahresergebnis aufgrund einer Belastung durch eine vorläufig gezahlte EU-Kartellbuße von 73 Millionen inklusive Rechtskosten beeinträchtigt.
Villeroy & Boch konnte im Jahr 2011 den Umsatz auf 743 Millionen Euro steigern, was einem Anstieg von 4 % entspricht. Das operative Ergebnis (EBIT) erhöhte sich im Vergleich zum Vorjahr um 17 % auf 28 Millionen Euro.
2012 verzeichnete Villeroy & Boch einen Rückgang der Mitarbeiterzahl von 8.449 auf 7.840 Mitarbeiter (rund 32 % davon in Deutschland), verbunden mit der Veräußerung eines von insgesamt drei Produktionswerken in Mexiko (Saltillo). Der Konzernumsatz bewegte sich mit 744 Mio. Euro auf dem Niveau von 2011, davon entfielen 466 Millionen Euro auf den Unternehmensbereich Bad und Wellness und 278 Millionen Euro auf den Unternehmensbereich Tischkultur. Das operative Ergebnis (EBIT) lag mit 31 Millionen Euro 11 % über Vorjahresniveau. Für 2013 strebte Villeroy & Boch eine Steigerung des Konzernumsatzes von 3 bis 5 % an.
Im Januar 2014 nahm das Unternehmen im Ranking der 500 größten Familienunternehmen der Zeitschrift Wirtschaftsblatt Platz 242 ein.
Das Unternehmen war vom 20. November 2009 bis zum 18. Juni 2010 im SDAX gelistet. Eine erneute Aufnahme in den Aktienindex erfolgte am 27. November 2013. Am 21. September 2015 musste Villeroy & Boch den Index erneut verlassen.
Der Konzernumsatz bewegte sich 2014 mit 766 Millionen Euro 2,8 % über Vorjahresniveau, davon entfielen 469 Millionen Euro auf den Unternehmensbereich Bad und Wellness und 297 Mio. Euro auf den Unternehmensbereich Tischkultur. Das höchste Umsatzwachstum wurde erneut im deutschen Markt erreicht. Umsatzrückgänge musste Villeroy & Boch in Frankreich und Italien hinnehmen, Umsatzwachstum wurde außerhalb Europas v. a. in China erreicht. Das Operative Ergebnis (EBIT) lag mit 43,2 Millionen Euro auf Vorjahresniveau, ebenso das Konzernergebnis mit rund 24 Millionen Euro.
Im Dezember 2014 verkündete Villeroy & Boch die Berufung von Markus Warncke zum Finanzvorstand mit Wirkung zum 1. Januar 2015.
Der Konzernumsatz 2016 lag bei 820,1 Millionen Euro, eine Steigerung von 3,3 % zum Vorjahr. Davon entfielen 524,4 Millionen Euro auf den Unternehmensbereich Bad und Wellness und 295,7 Millionen Euro auf den Unternehmensbereich Tischkultur. Das Operative Ergebnis (EBIT) lag bei 47,6 Millionen Euro.
Im März 2017 wurde Yves Elsen im Anschluss an die Hauptversammlung zum neuen Aufsichtsratsvorsitzenden gewählt. Er folgte auf Wendelin von Boch, dessen Amtszeit als Mitglied des Aufsichtsrates mit Ablauf der Hauptversammlung regulär endete. Wendelin von Boch war von 2007 an Mitglied des Aufsichtsrates und ab 2009 Aufsichtsratsvorsitzender.
Der Konzernumsatz 2017 lag bei 836,5 Millionen Euro, eine Steigerung von 2 % zum Vorjahr. Davon entfielen 558,1 Millionen Euro auf den Unternehmensbereich Bad und Wellness und 278,4 Millionen Euro auf den Unternehmensbereich Tischkultur. Das Operative Ergebnis (EBIT) lag bei 49,8 Millionen Euro.
2018 wurde der Konzernumsatz um 2 % auf 853,1 Mio. € gesteigert. Der Unternehmensbereich Bad und Wellness hat dabei seinen Umsatz um 4,7 % auf 584,3 Mio. € gesteigert, während der Unternehmensbereich Tischkultur bei einem Umsatzvolumen von 266,2 Mio. € einen Rückgang um 4,4 % hinnehmen musste.
Zum 31. Januar 2019 verließ der Tischkultur-Vorstand Nicolas Luc Villeroy das Unternehmen. Als Nachfolgerin berief der Aufsichtsrat Gabi Schupp. Mit dem studierten Betriebswirt verließ der bisher letzte Vertreter der Gründerfamilie den Vorstand des 1748 gegründeten Keramikkonzerns.
2019 lag der Konzernumsatz bei 833,3 Mio. €, das Operative Ergebnis (EBIT) bei 51,0 Mio. €. Der Verkauf einer Immobilie in Luxemburg (ehemaliges Werksgelände) sorgte für einen Sonderertrag von 87,7 Mio. €.
2021 stieg der Konzernumsatz auf 945 Mio. €, das Operative Ergebnis (EBIT) auf 92,8 Mio. €.
2022 lag der Konzernumsatz bei 994,5 Mio. €, das Operative Ergebnis (EBIT) bei 96,8 Mio. €.
Im Januar 2020 wurde Alexander von Boch-Galhau übergangsweise zum neuen Aufsichtsratsvorsitzenden gewählt. Auf ihn folgte im Frühjahr 2021 Andreas Schmid, der in der Aufsichtsratssitzung im Anschluss an die Hauptversammlung 2021 zum Aufsichtsratsvorsitzenden gewählt wurde.
Gemäß Medienberichten von Januar 2020 prüfte Villeroy & Boch die Übernahme des belgischen Sanitärkeramikherstellers Ideal Standard. Zum August 2020 wurde Georg Lörz in Nachfolge von Andreas Pfeiffer als Vorstand für den Unternehmensbereich Bad und Wellness berufen.
Zum 1. Januar 2023 wurde der Vorstand um Esther Jehle als Chief HR Officer und Peter Domma als Chief Digital Officer erweitert. Zum 1. Januar 2024 bestellte der Aufsichtsrat der Villeroy & Boch AG Gabi Schupp zur Vorstandsvorsitzenden. Sie trat damit die Nachfolge von Frank Göring an.
Nachdem die Übernahme im Januar 2020 zunächst nicht zustande gekommen war, gab Villeroy & Boch im September 2023 bekannt, Verträge zum Erwerb aller operativen Gesellschaften der Ideal Standard Group unterzeichnet zu haben. Ende Februar 2024 hatte Villeroy & Boch den Erwerb abgeschlossen.

### Badezimmer-Kartell
Im Jahr 2010 entdeckte die EU-Kommission ein Kartell mit 17 Unternehmen, die insgesamt eine Geldbuße von 622 Millionen Euro zahlen mussten. 2017 bestätigte der Europäische Gerichtshof das Urteil. Villeroy & Boch hatte im Jahr 2010 71,5 Millionen Euro Strafe zu zahlen.

### Zeittafel
| Jahr    | Ereignis |
| ------- | --- |
| 1748    | François Boch gründet seine Töpferei in Audun-le-Tiche (Lothringen; 1870 geschlossen)                                              |
| 1767    | Gründung Faiencerie Siebenbrunnen (Luxemburg)                                                                                      |
| 1791    | Nicolas Villeroy gründet seine Faiencerie in Vaudrevange (Wallerfangen/Saar; 1931 geschlossen)                                     |
| 1809    | Gründung der Faiencerie in Mettlach/Saar                                                                                           |
| 1836    | Fusion der beiden Firmen von Boch und Villeroy                                                                                     |
| 1843    | Gründung der Cristallerie in Wadgassen/Saar                                                                                        |
| 1856    | Gründung der Steingutfabrik in Dresden auf Neudorfer Flur (Leipziger Vorstadt) (Enteignung 1945)                                   |
| 1869    | Gründung der Mosaikfabrik in Mettlach                                                                                              |
| 1870/71 | Beginn der Fertigung der ersten Sanitärobjekte                                                                                     |
| 1879    | Übernahme der von Fellenbergschen „Thonwaaren-Fabrik“ Merzig/Saar                                                                  |
| 1883    | Übernahme der Majolikafabrik Schramberg (Schwarzwald; Verkauf 1912)                                                                |
| 1899    | Start der Großserienproduktion von Sanitärkeramik im Werk Merzig                                                                   |
| 1906    | Gründung des Werks in Lübeck-Dänischburg (Schließung 2009)                                                                         |
| 1920    | Übernahme der Werke Lissa (bei Breslau; Enteignung 1945) sowie Mehlem (bei Bonn; Schließung 1931)                                  |
| 1925    | Übernahme der Geschirrfabrik in Torgau (Enteignung 1945)                                                                           |
| 1955    | Villeroy & Boch fertigt das erste von fünf Papstgeschirren                                                                         |
| 1958    | Produktion des ersten Vitroporzellans in Siebenbrunnen (1969 komplette Umstellung)                                                 |
| 1971    | Einführung der Avantgarde-Kollektion mit dem IF-Produkt-Design-Award ausgezeichneten Service Die Kugel, designt von Helen von Boch |
| 1975    | Beginn einer neuen Ära für Villeroy & Boch: Die Colani-Sanitär-Kollektion                                                          |
| 1976    | Übernahme der Porzellanfabrik Heinrich in Selb (Bayern)                                                                            |
| 1990    | Villeroy & Boch geht an die Börse                                                                                                  |
| 1995    | Zusammenarbeit mit Paloma Picasso                                                                                                  |
| 1996    | Einführung des Konzepts „The House of Villeroy & Boch“: Paradigmenwechsel vom Keramikhersteller zum Lifestyle-Anbieter             |
| 2000    | Akquisition des schwedischen Sanitär- und Armaturenherstellers AB Gustavsberg                                                      |
| 2001    | Übernahme des österreichischen Badmöbelherstellers db. das bad.                                                                    |
| 2004    | Innovationspreis der deutschen Wirtschaft für NewWave Caffè                                                                        |
| 2005    | Zusammenschluss von Bad und Wellness zu einem Unternehmensbereich, Ausgliederung des Fliesenbereichs in die V&B Fliesen GmbH       |
| 2006    | Akquisition von drei Sanitärwerken in Mexiko                                                                                       |
| 2007    | Veräußerung der Mehrheit der Fliesensparte V & B Fliesen GmbH an einen türkischen Fliesenhersteller                                |
| 2008    | 260-jähriges Firmenjubiläum, Übernahme des Badmöbelherstellers Sanipa (Treuchtlingen)                                              |
| 2009    | Schließung des Werks in Lübeck-Dänischburg (155 Arbeitsplätze)                                                                     |
| 2012    | Verkauf des Sanitärwerks in Saltillo (Mexiko)                                                                                      |
| 2020    | Verkauf des Sanitärwerks in Ramos (Mexiko); Neuauflage des bekannten Service Die Kugel als „La Boule“                              |
| 2021    | Umbenennung des Unternehmensbereichs Tischkultur in Dining & Lifestyle                                                             |
| 2022    | Eröffnung des Kochstudios La Cuisine am Hauptstandort in Mettlach                                                                  |
| 2023    | 275-jähriges Firmenjubiläum, Bekanntgabe der Übernahme von Ideal Standard, Verkauf des Möbelwerks in Mondsee (Österreich)          |
| 2024    | Erwerb aller operativen Gesellschaften der Ideal Standard-Gruppe                                                                   |
| 2025    | Verkauf der beiden Marken Gustavsberg und Vatette an die Oras Group                                                                |

### Produktbeispiele

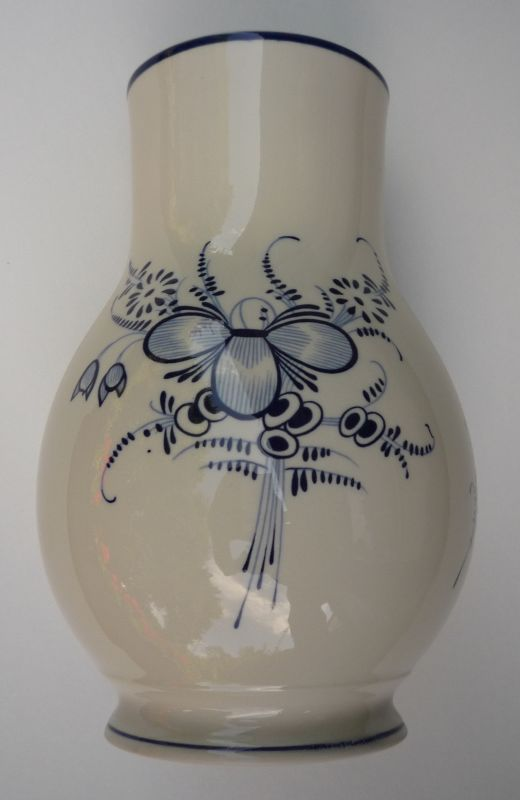
Vase Dekor à la feuille de trèfle, Ende 18. Jahrhundert
Die Platte bei Wiesbaden, um 1840, Steingutteller mit Umdruckdekor von Villeroy & Boch, DM: 20 cm
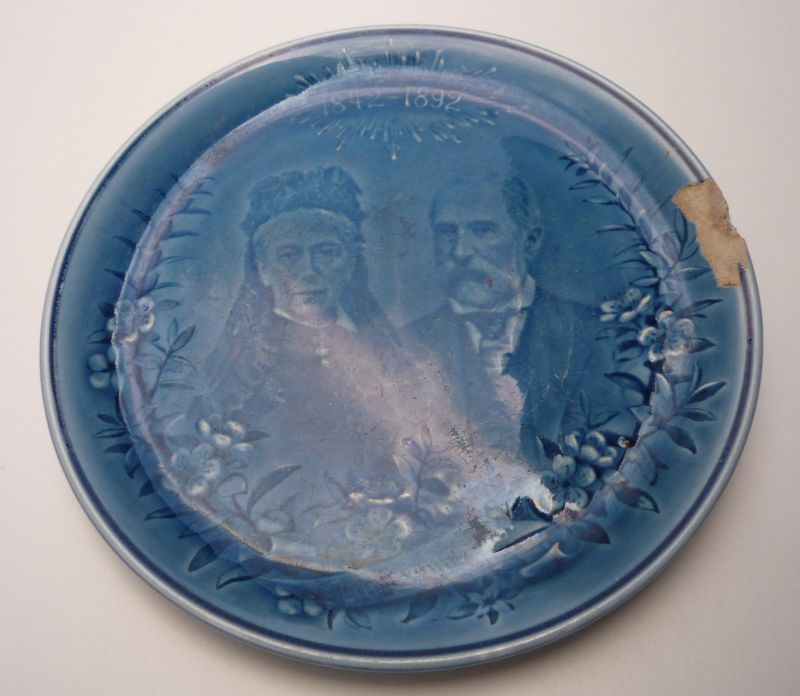
Gedenkteller anlässlich der Goldenen Hochzeit von Eugen von Boch und Oktavie geb. Villeroy im Jahr 1892
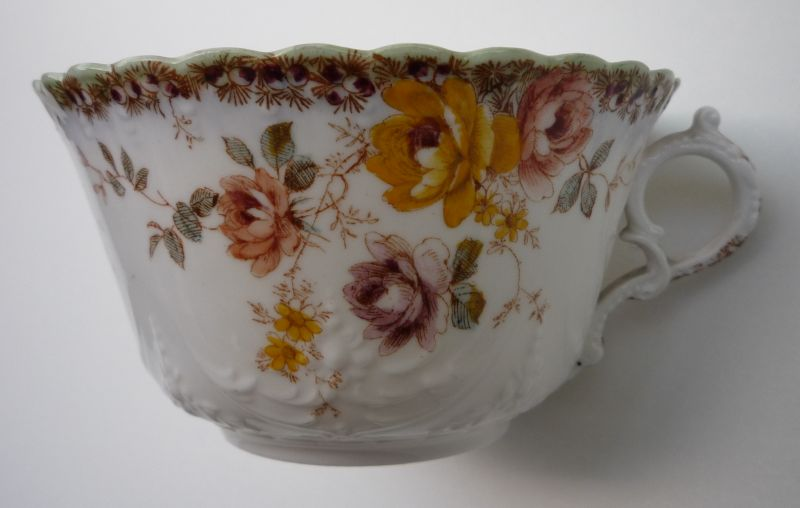
Teetasse aus Knochenporzellan, Faiencerie Wallerfangen, ca. 1860–80
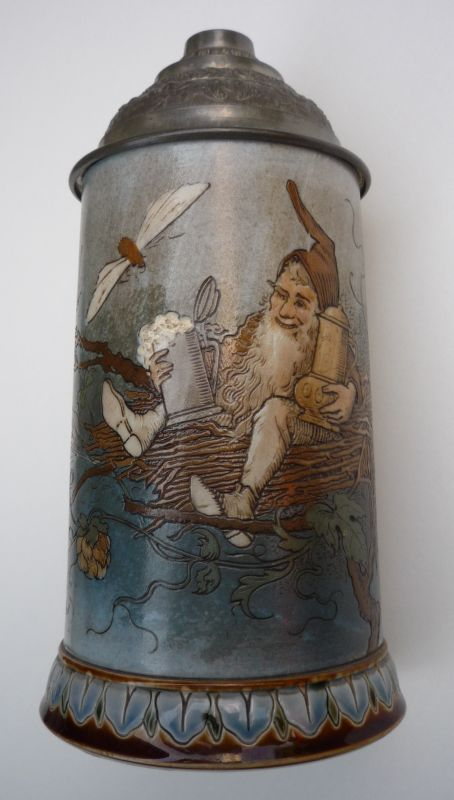
Krug mit Deckel aus geritztem Steinzeug, entworfen von Heinrich Schlitt
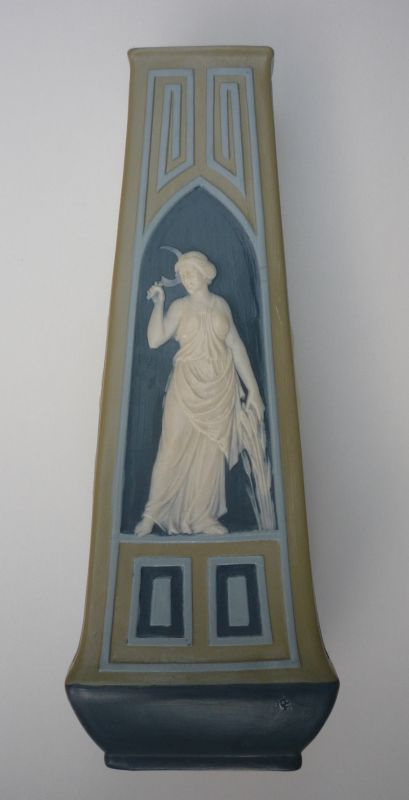
Vase aus Phanolith (Anfang 20. Jhd.), Entwurf und Ausführung Johann Baptist Stahl (1869–1932)
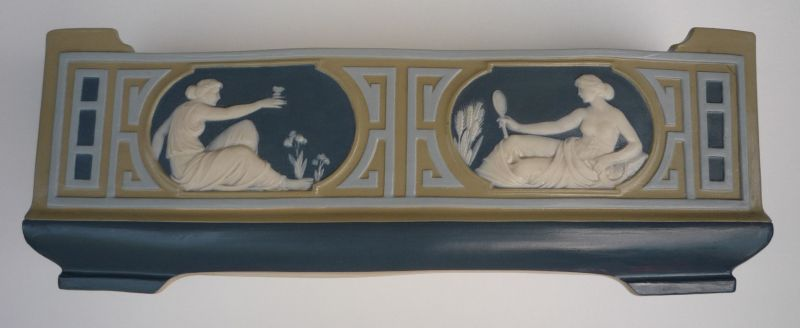
sog. Jardinière aus Phanolith (Anfang 20. Jhd.), Entwurf und Ausführung Johann Baptist Stahl
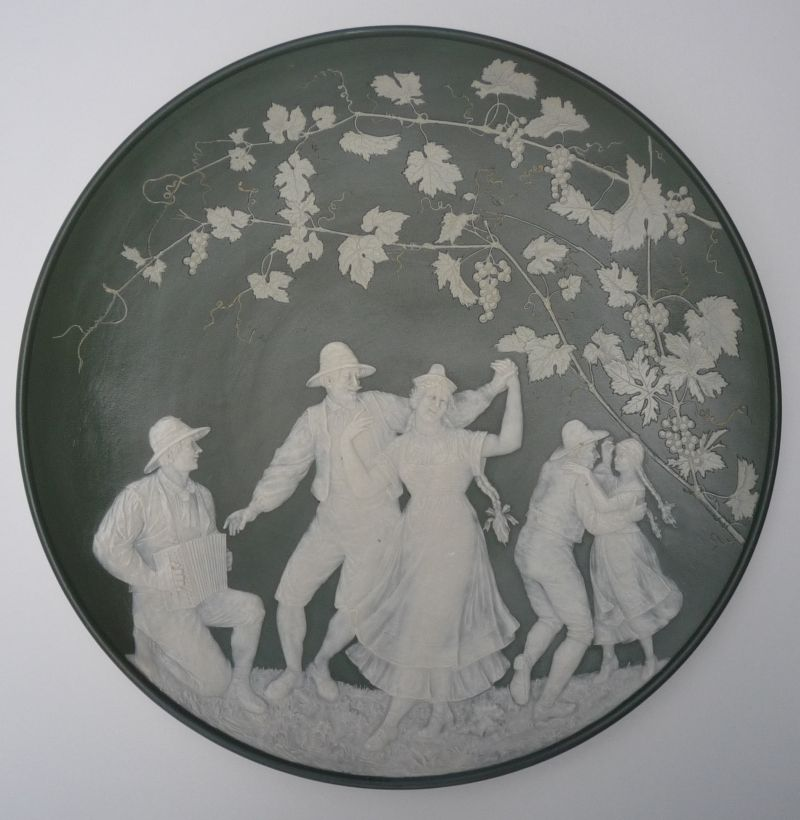
Wandteller aus Phanolith mit Reliefauflagen aus Porzellan (Anfang 20. Jhd.), Entwurf und Ausführung Johann Baptist Stahl
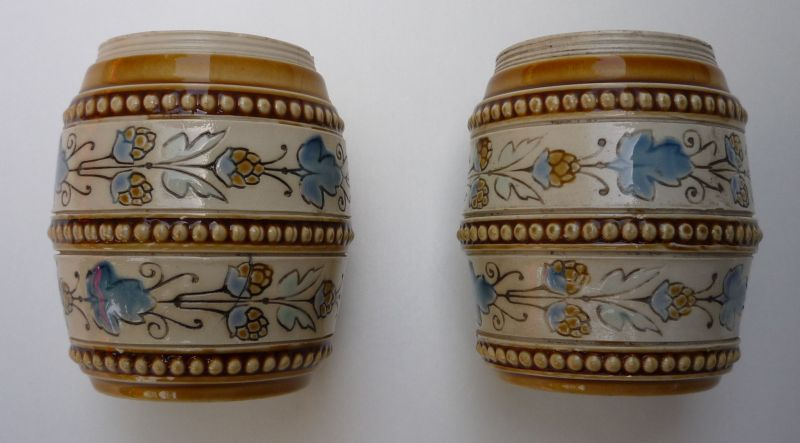
Gewürzdosen aus handbemaltem Steinzeug (ca. Ende 19. Jhd.)
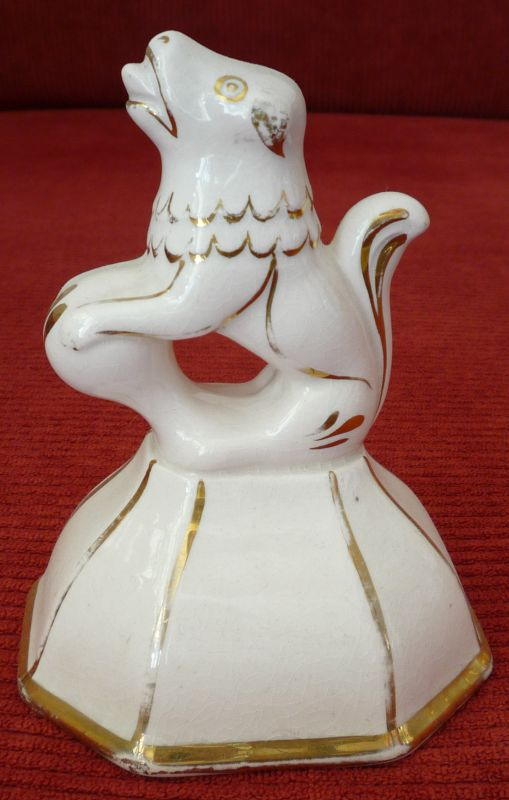
Deckel einer Vase mit vollplastischem Löwen, von einem Arbeiter 1910 für seinen Sohn hergestellt (es war damals üblich, dass die Arbeiter für ihre Kinder derartige Artikel anfertigten)
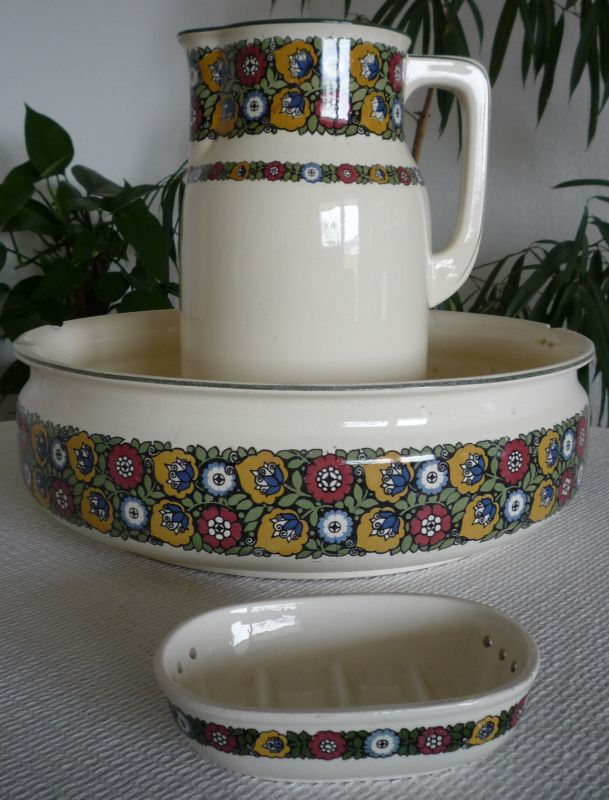
Waschgarnitur Modell „Drina“, bestehend aus Waschschüssel, Waschkrug und Seifenschale (ca. Anfang 20. Jhd.)
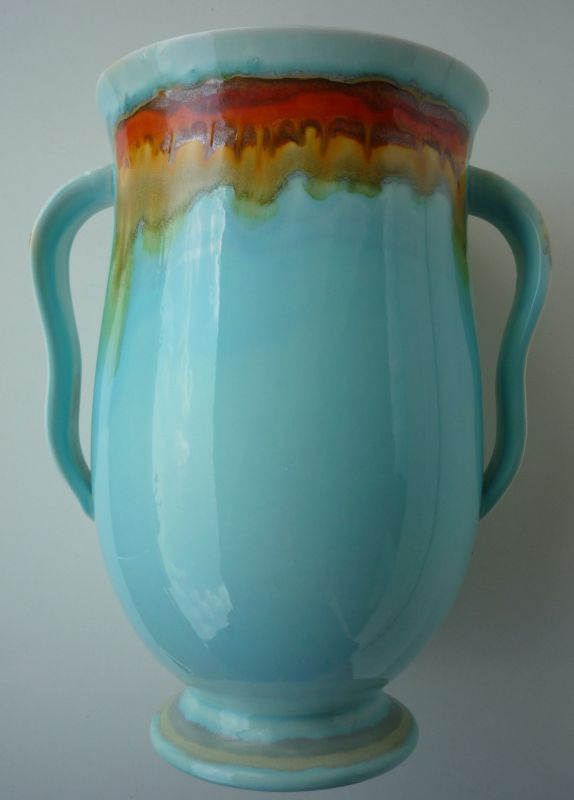
Vase Adria mit Laufglasur, ca. 1935–40
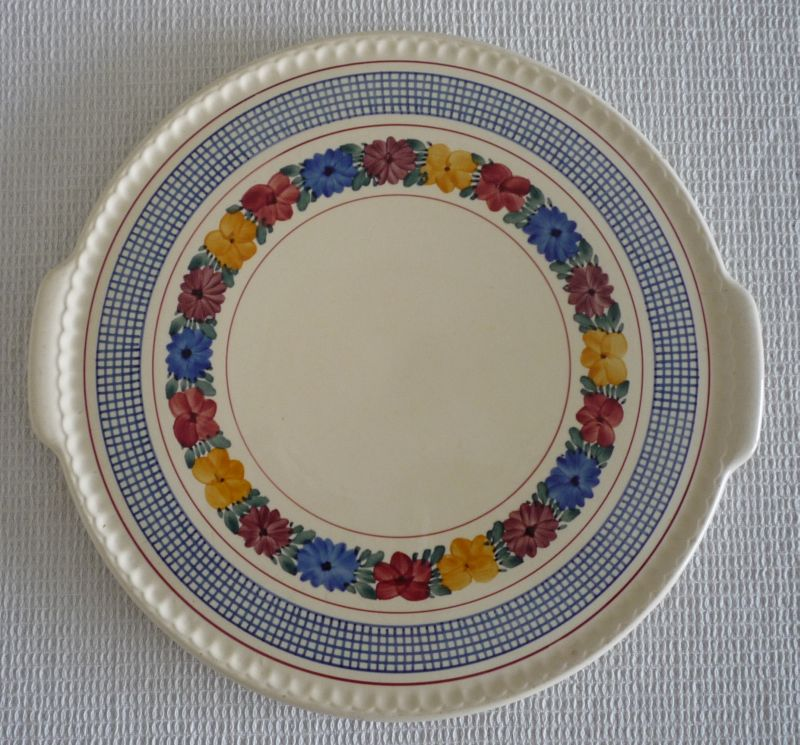
Kuchenplatte Dekor Goslar, 1935–65
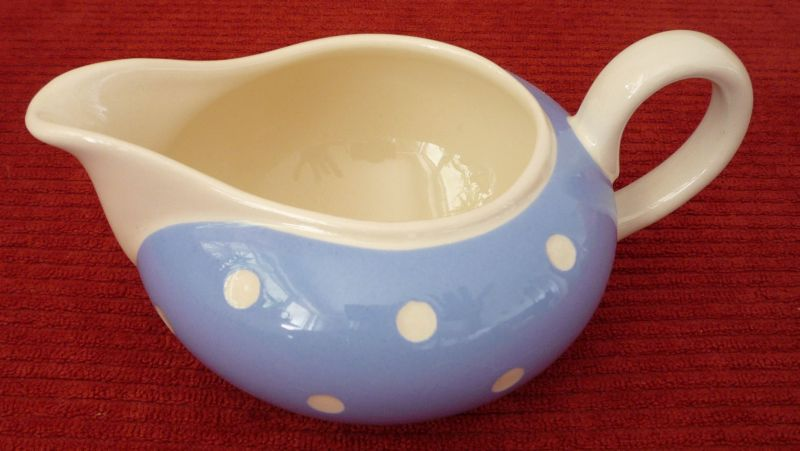
Milchkännchen Dekor Doris, ca. 1950er Jahre
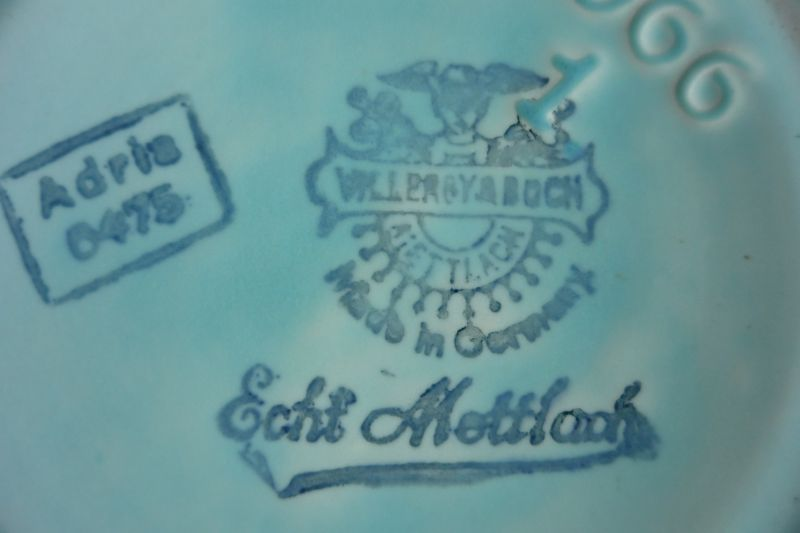
Firmenstempel auf einer Vase, ca. 1935–40
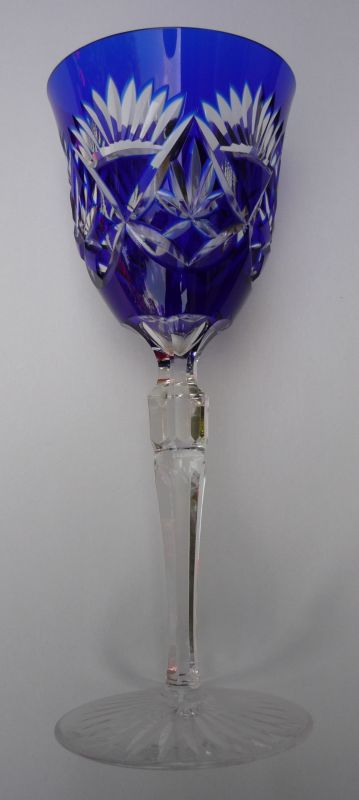
Römer in Überfangtechnik, Cristallerie Wadgassen, Anfang 20. Jhd.
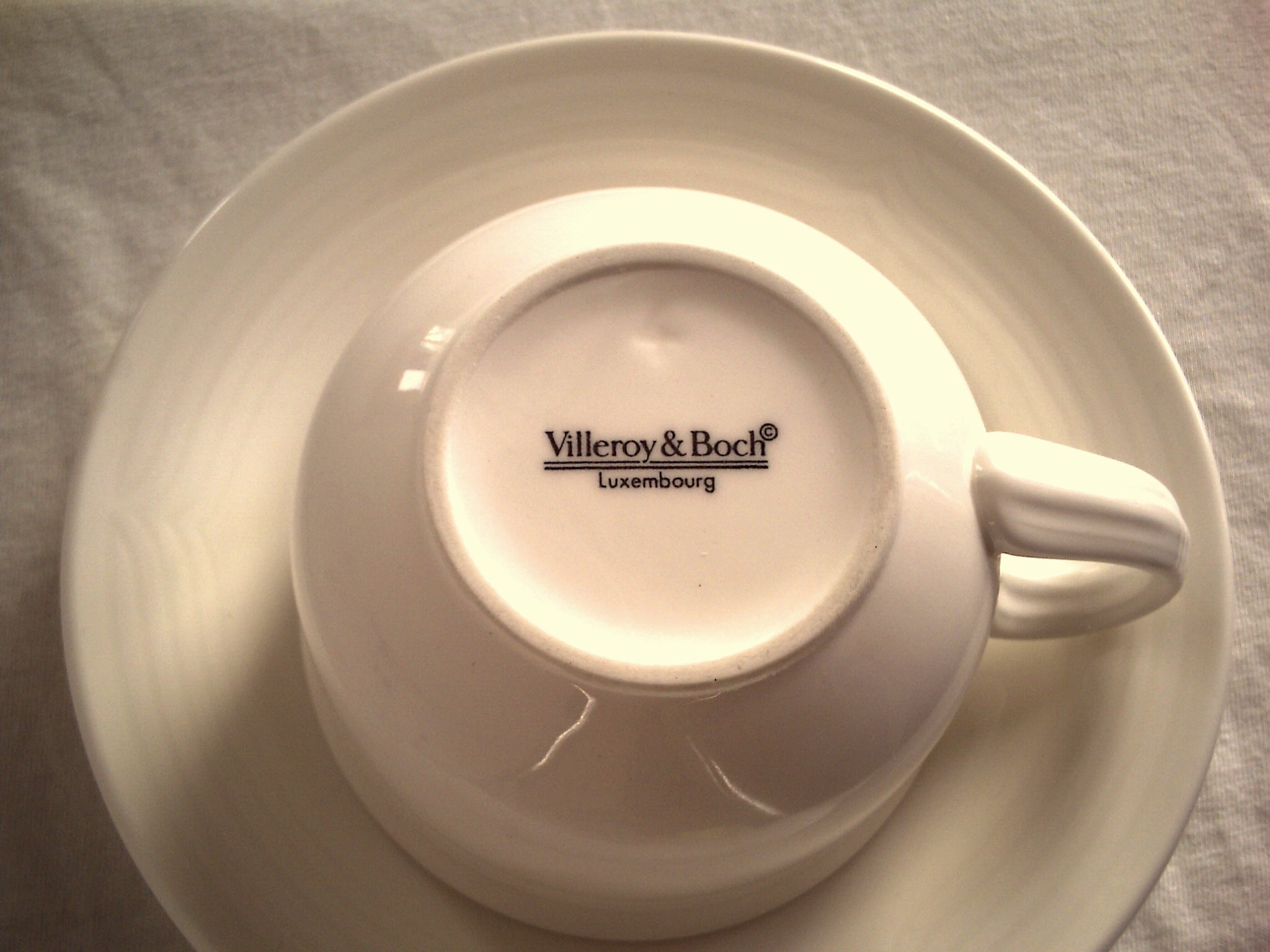
Markenzeichen auf einer Kaffeetasse
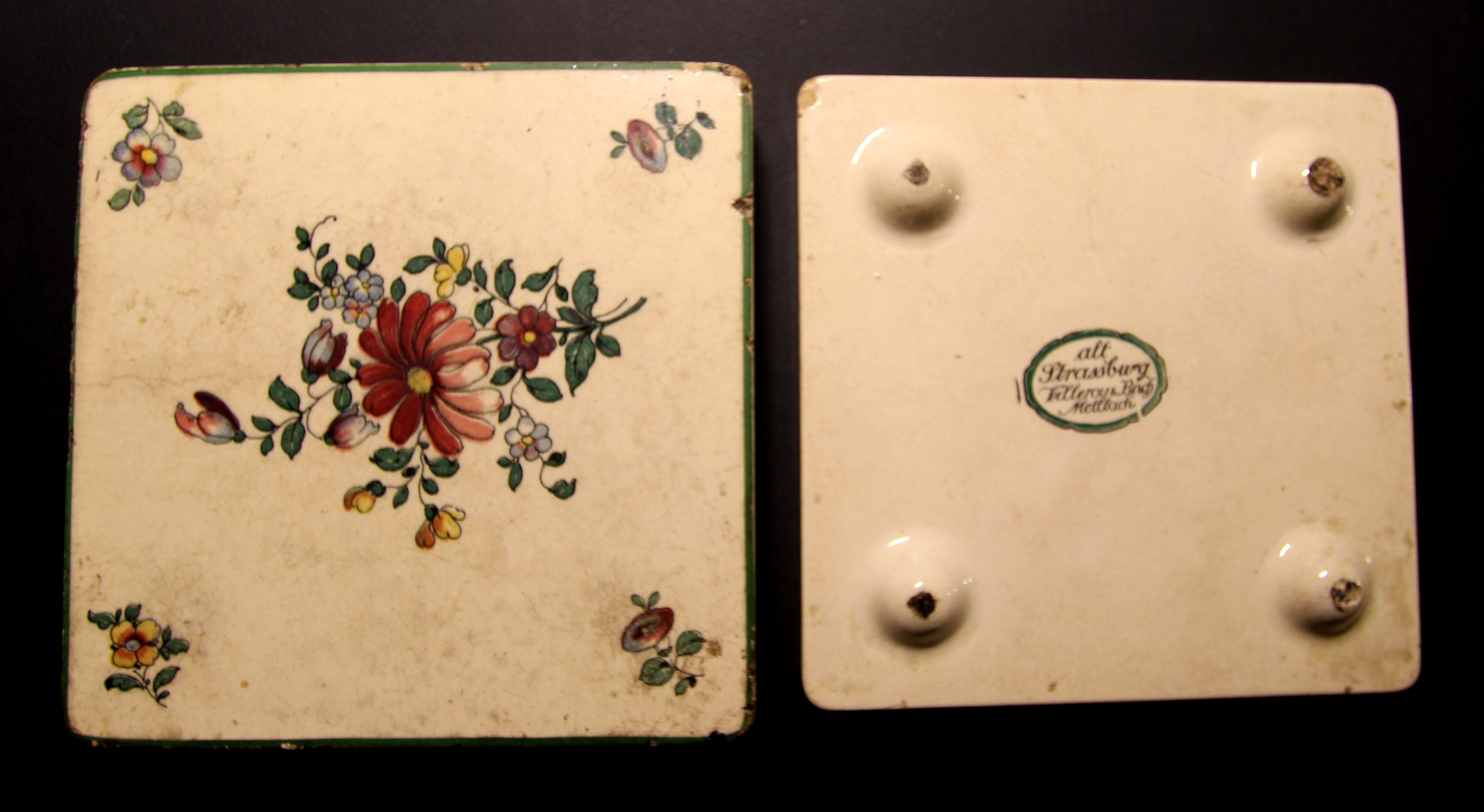
Untersetzer Dekor Alt Straßburg, Anfang 1920er Jahre
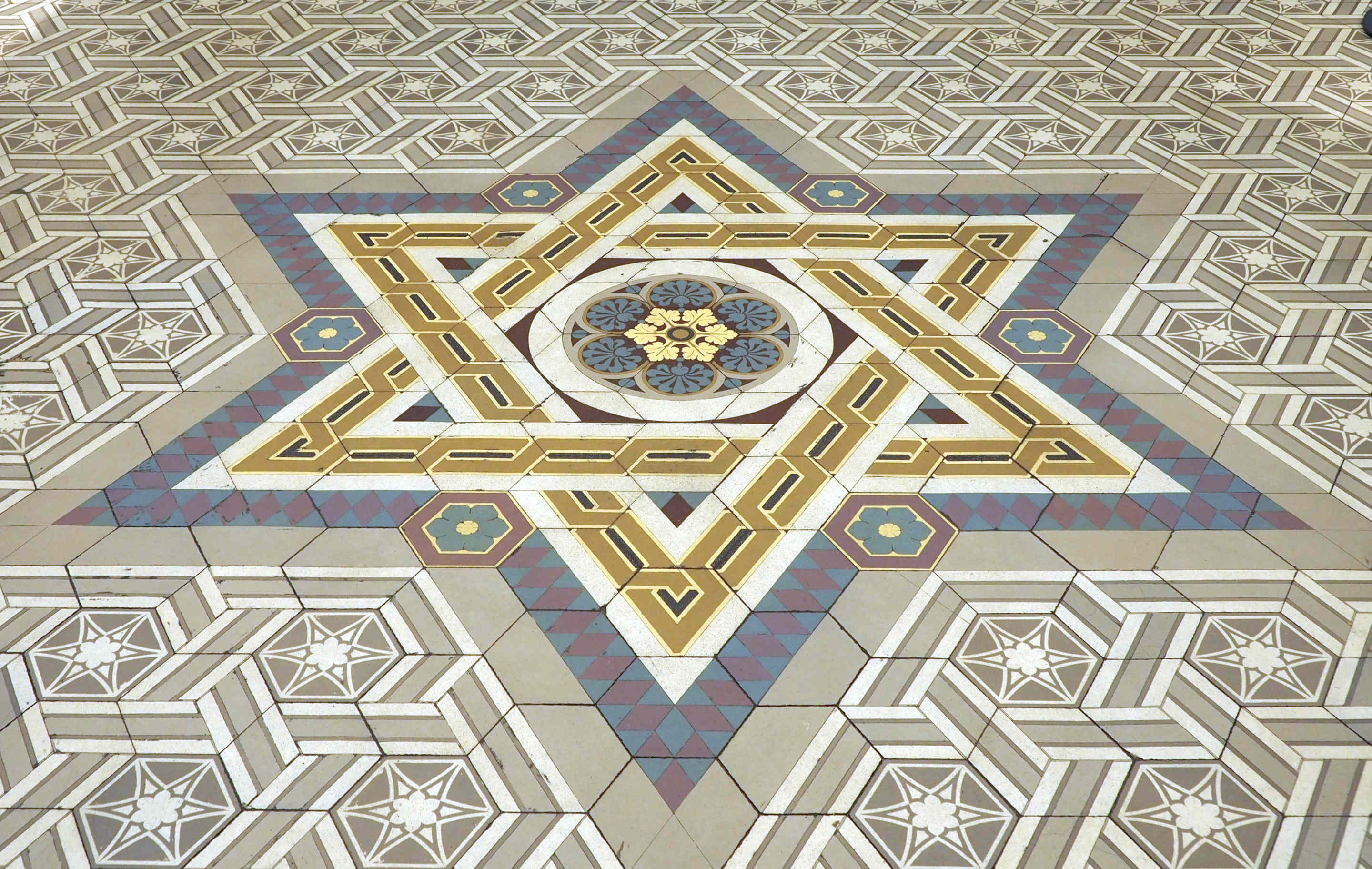
Hexagramm-Bodenbelag im Treppenhaus der Bergwerksdirektion Saarbrücken

Mit der Firma in Beziehung stehende Gebäude
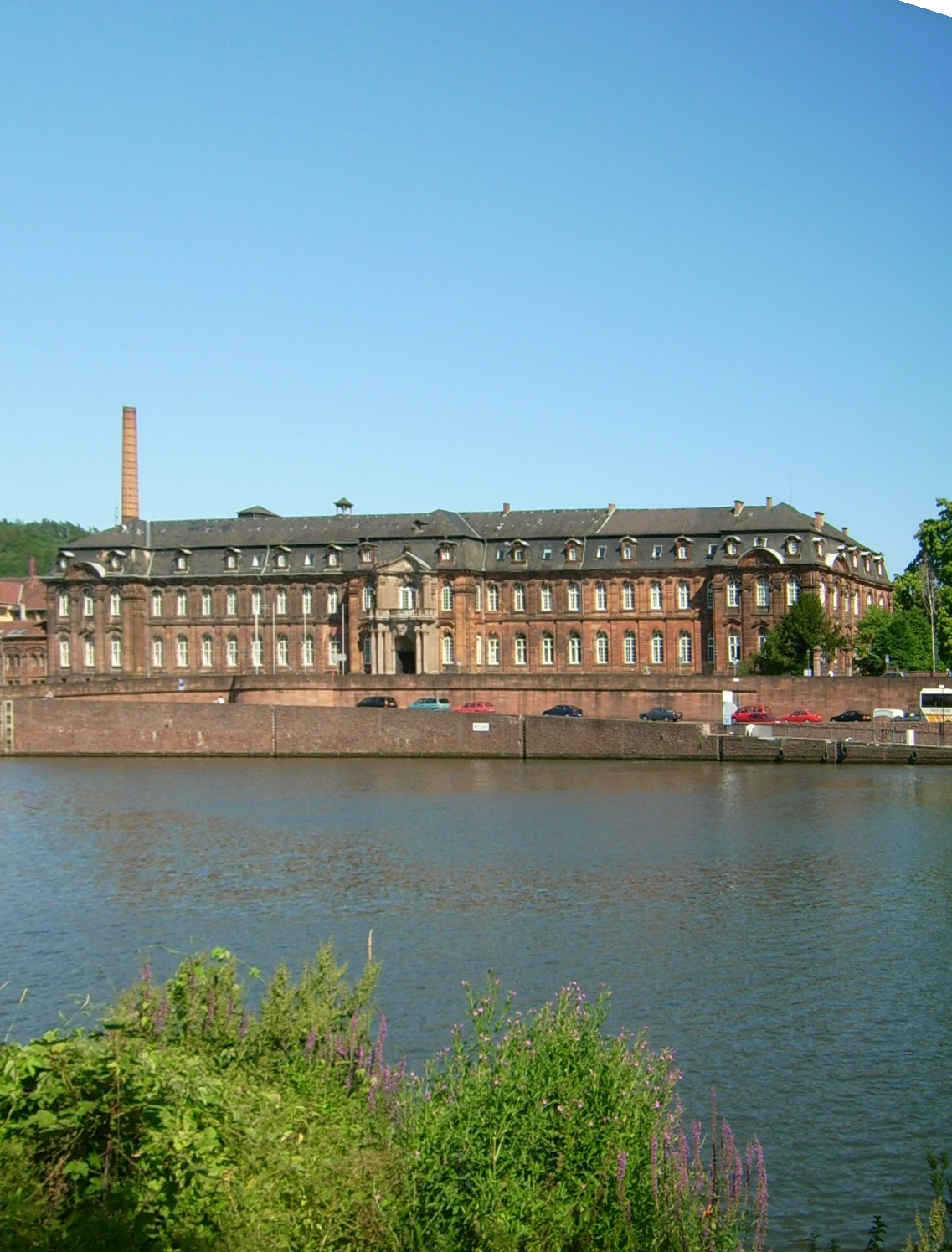
Konzernzentrale (in der ehemaligen Abtei Mettlach)
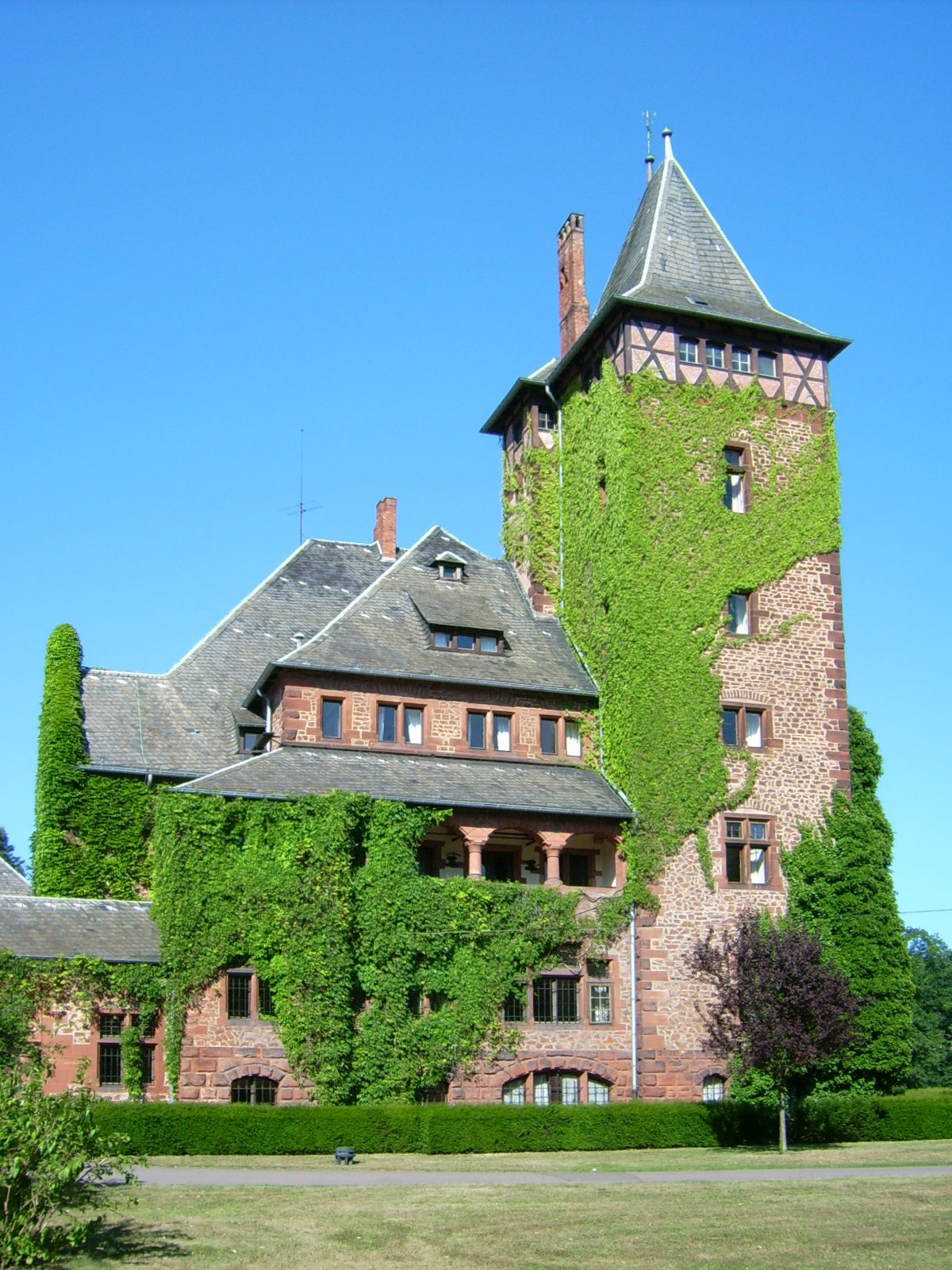
Gästehaus Schloss Saareck in Saarecks Ländchen
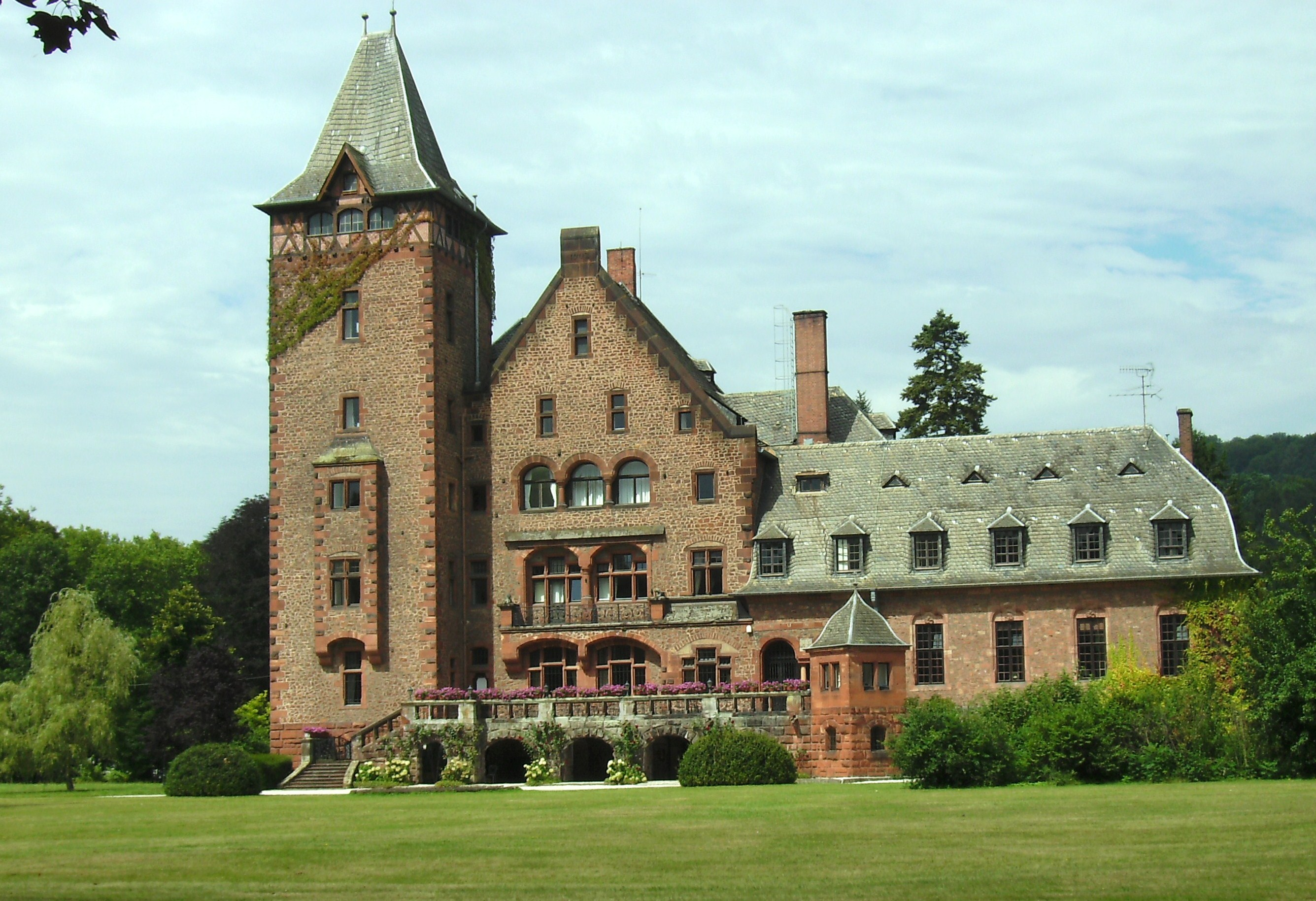
Gästehaus Schloss Saareck (Gesamtansicht)
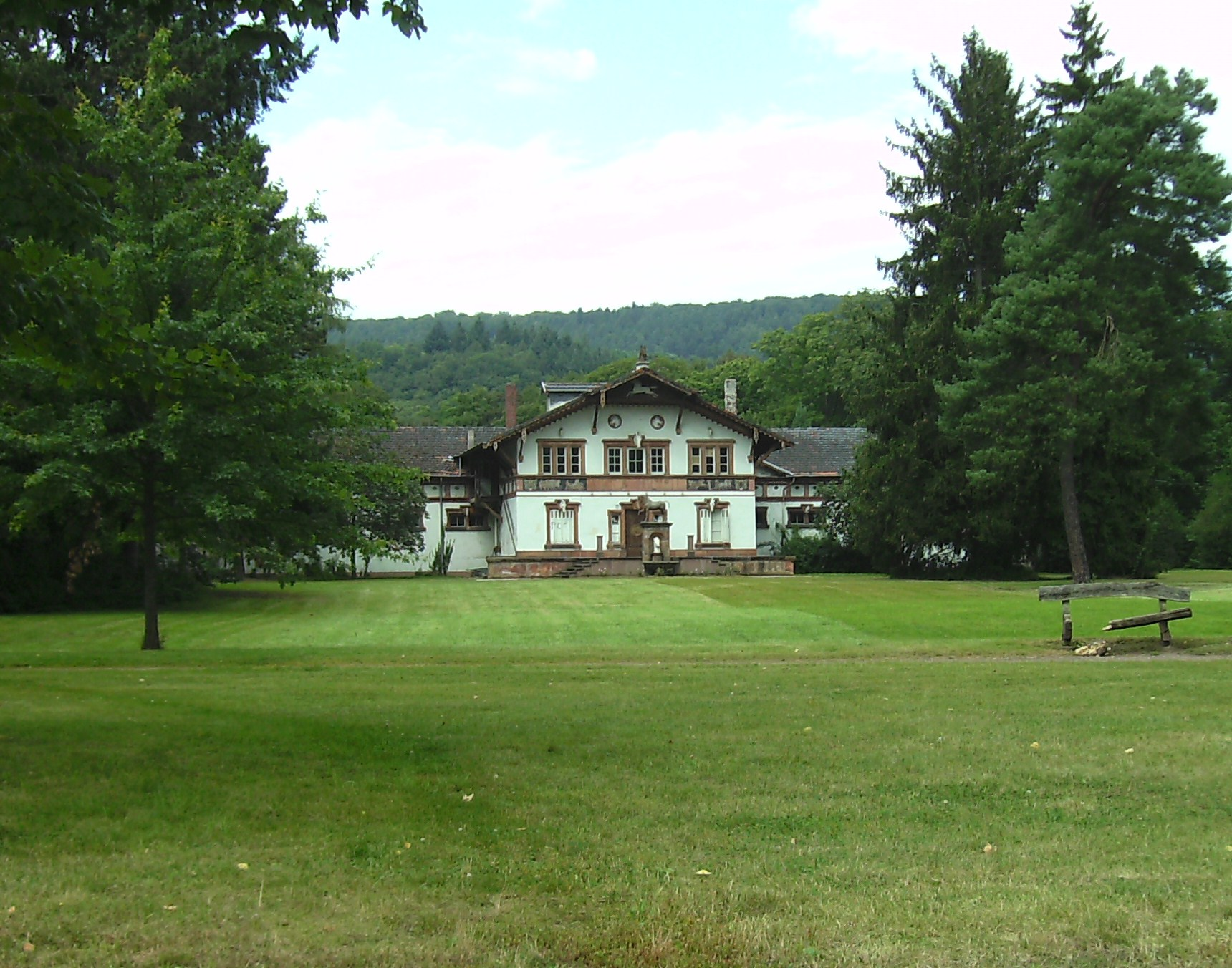
Gestüt auf Saarecks Ländchen, von Eugen von Boch 1856 erbaut
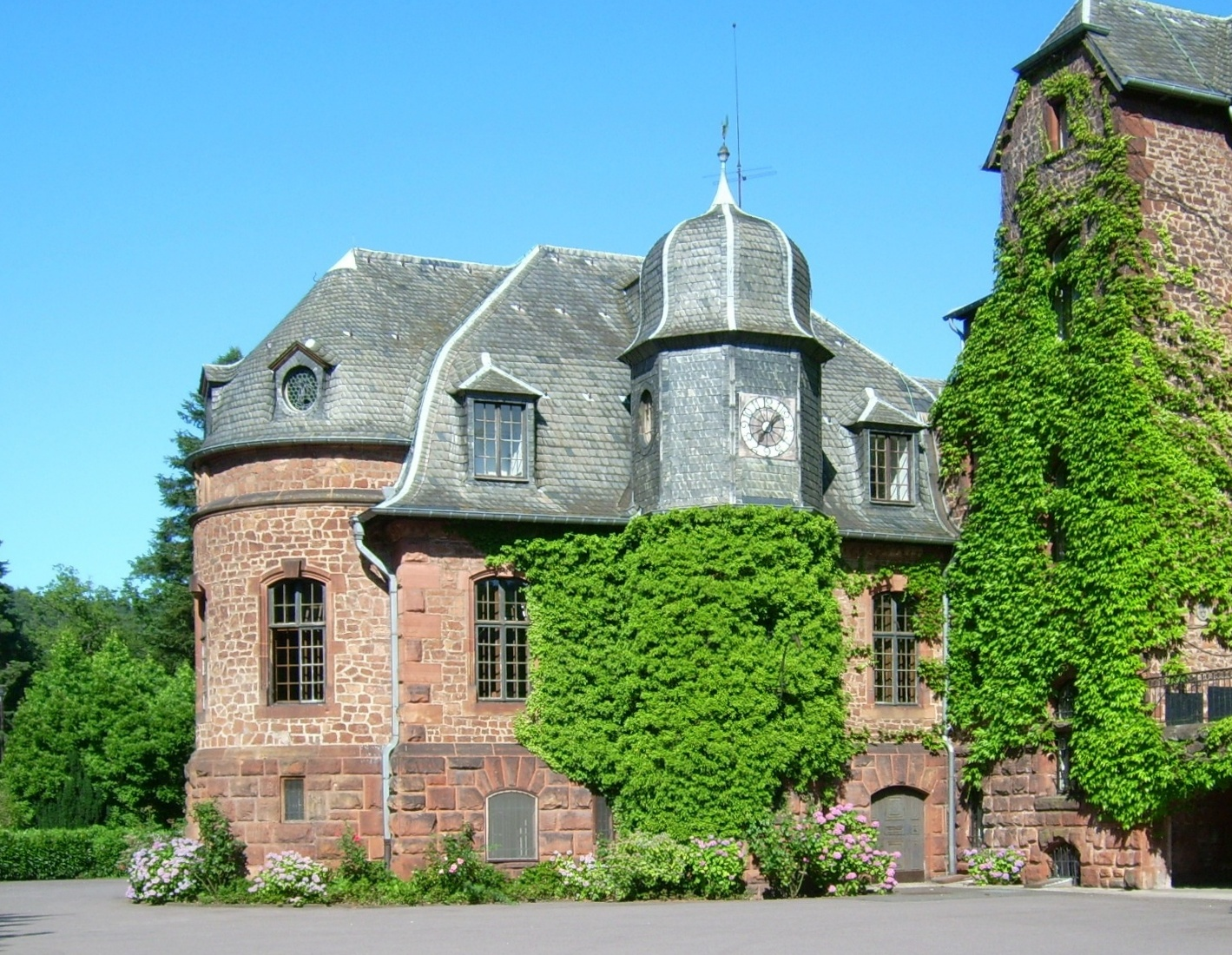
Anbau am Gästehaus
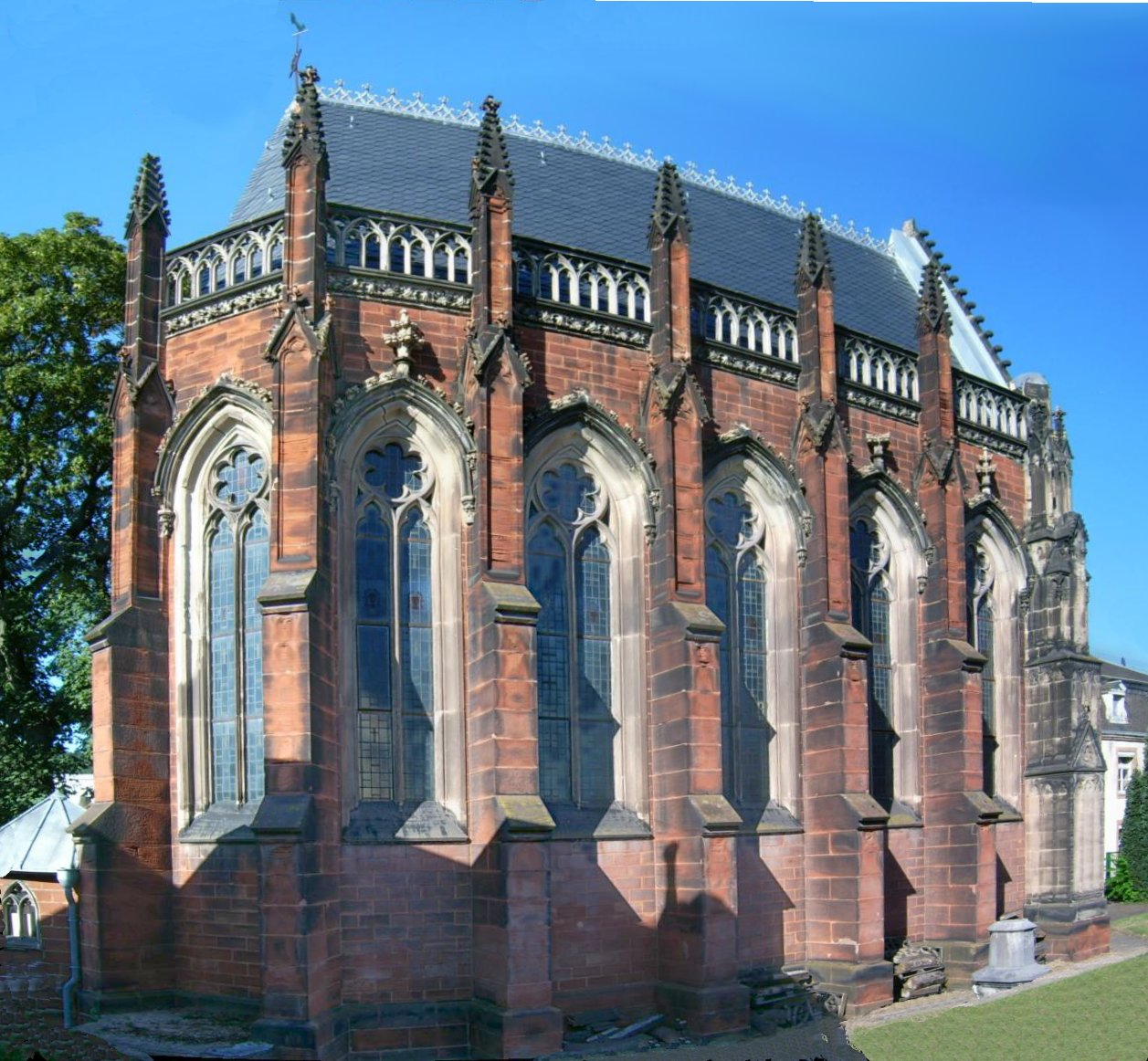
Kapelle St. Joseph (stand ursprünglich in Wallerfangen; Eugen von Boch ließ sie dort 1879 abtragen und 1882 in Mettlach über der Familiengruft von Boch wieder errichten)
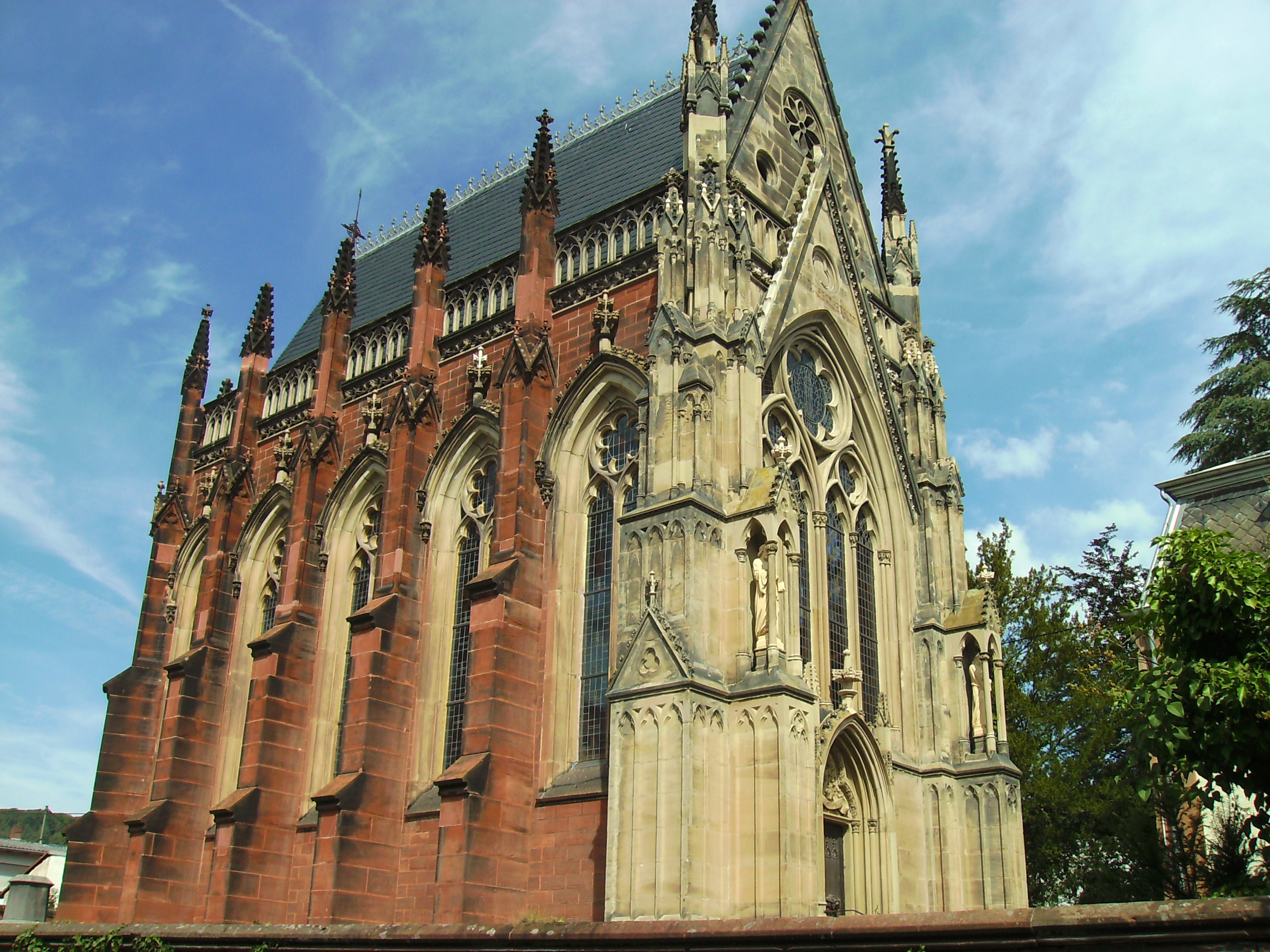
Kapelle St. Joseph (Frontal-Ansicht)
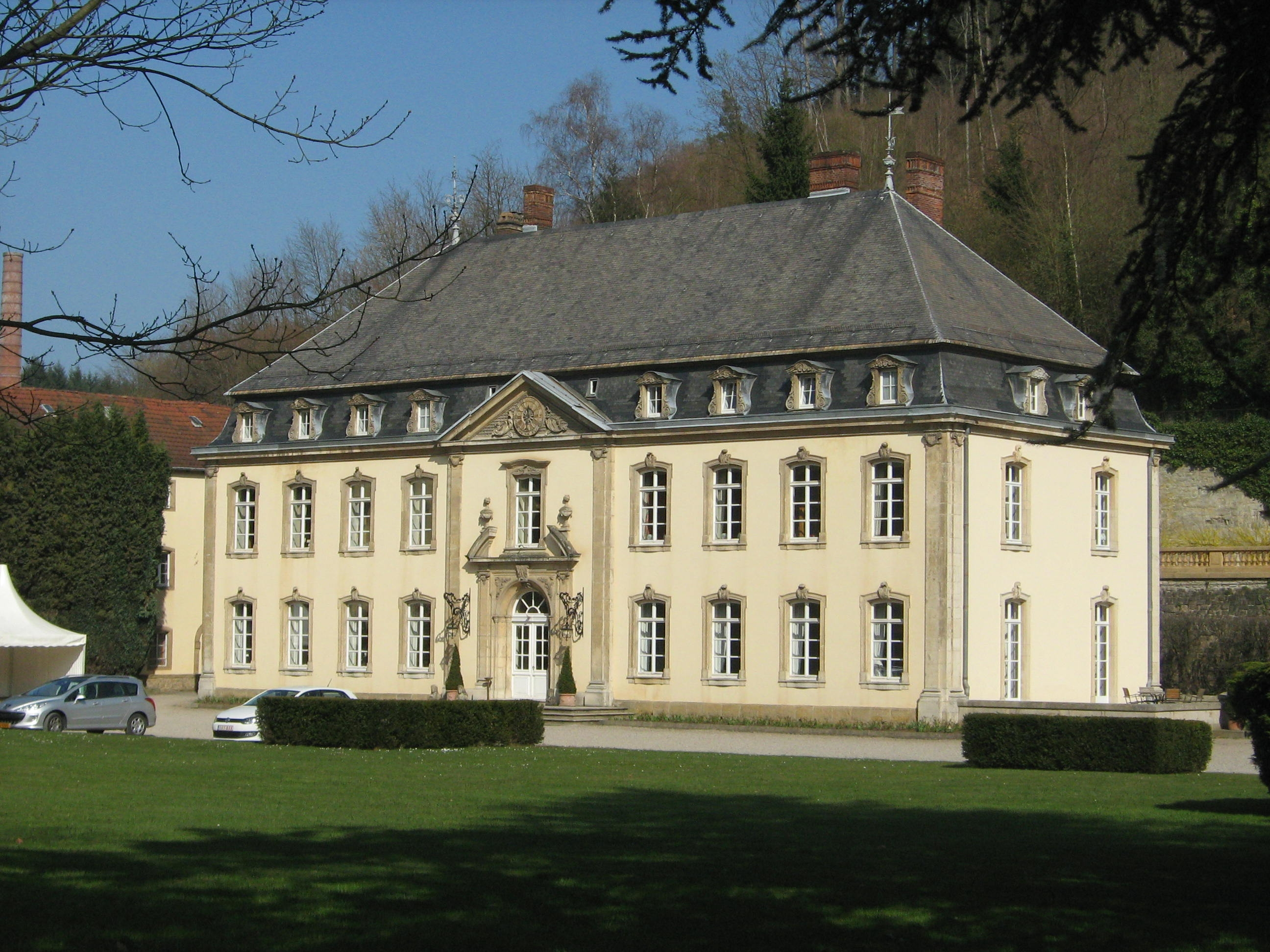
Schloss Septfontaines bzw. Siebenbrunnen (Luxemburg)
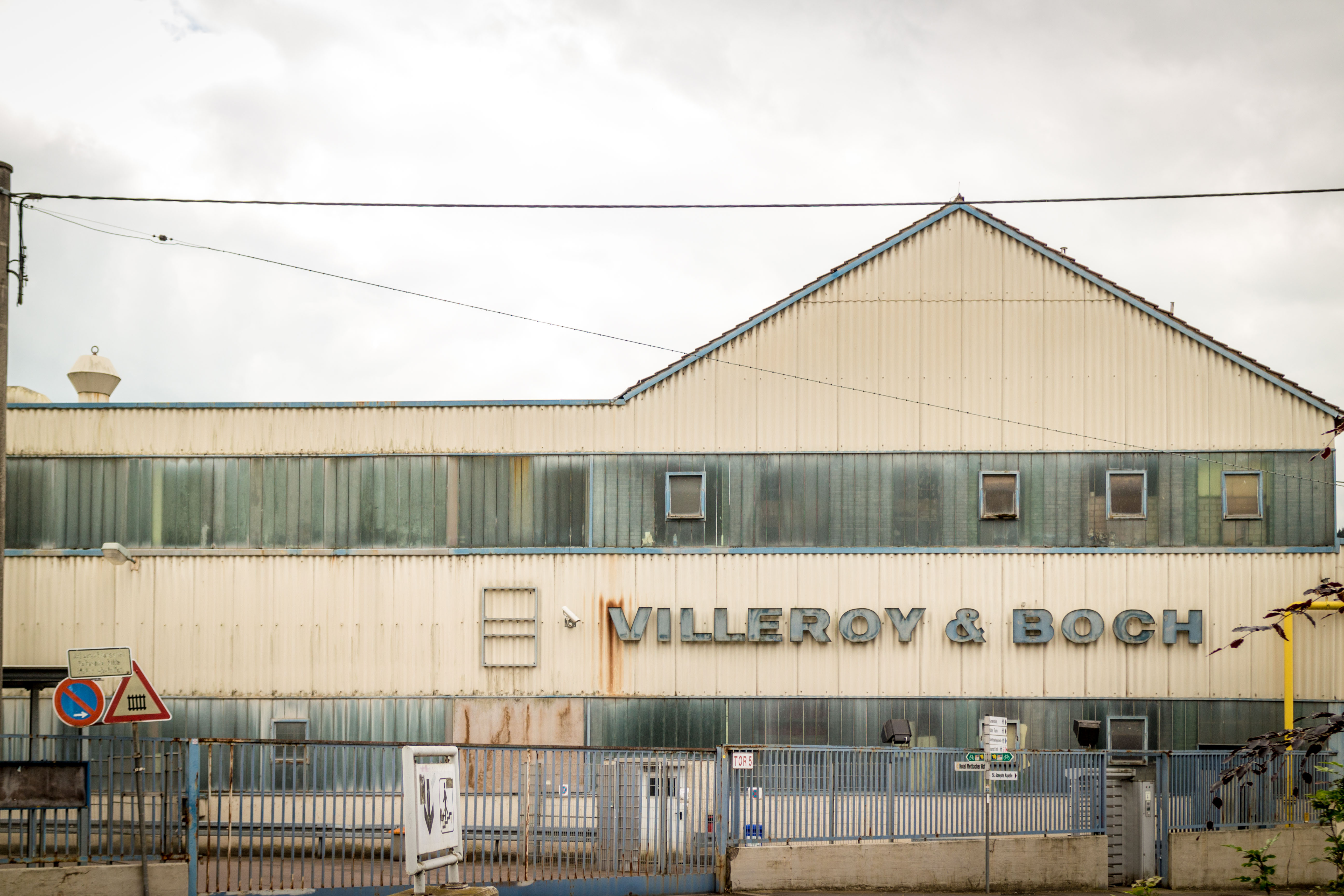
Ehemaliges Werkstattgebäude am Unternehmenshauptsitz
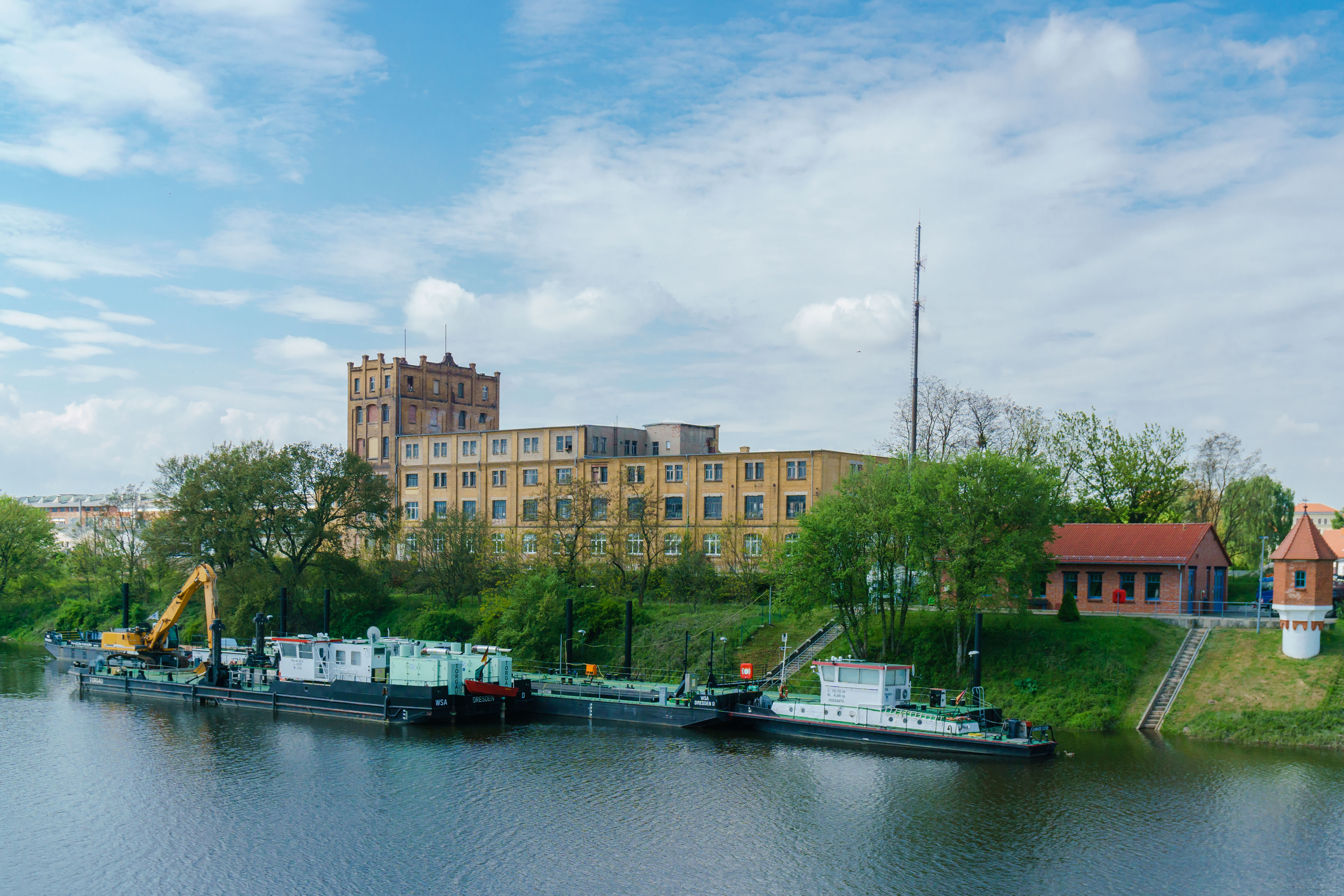
Steingutwerk Torgau, zweiter Unternehmensstandort in Deutschland

## Villeroy & Boch Welt

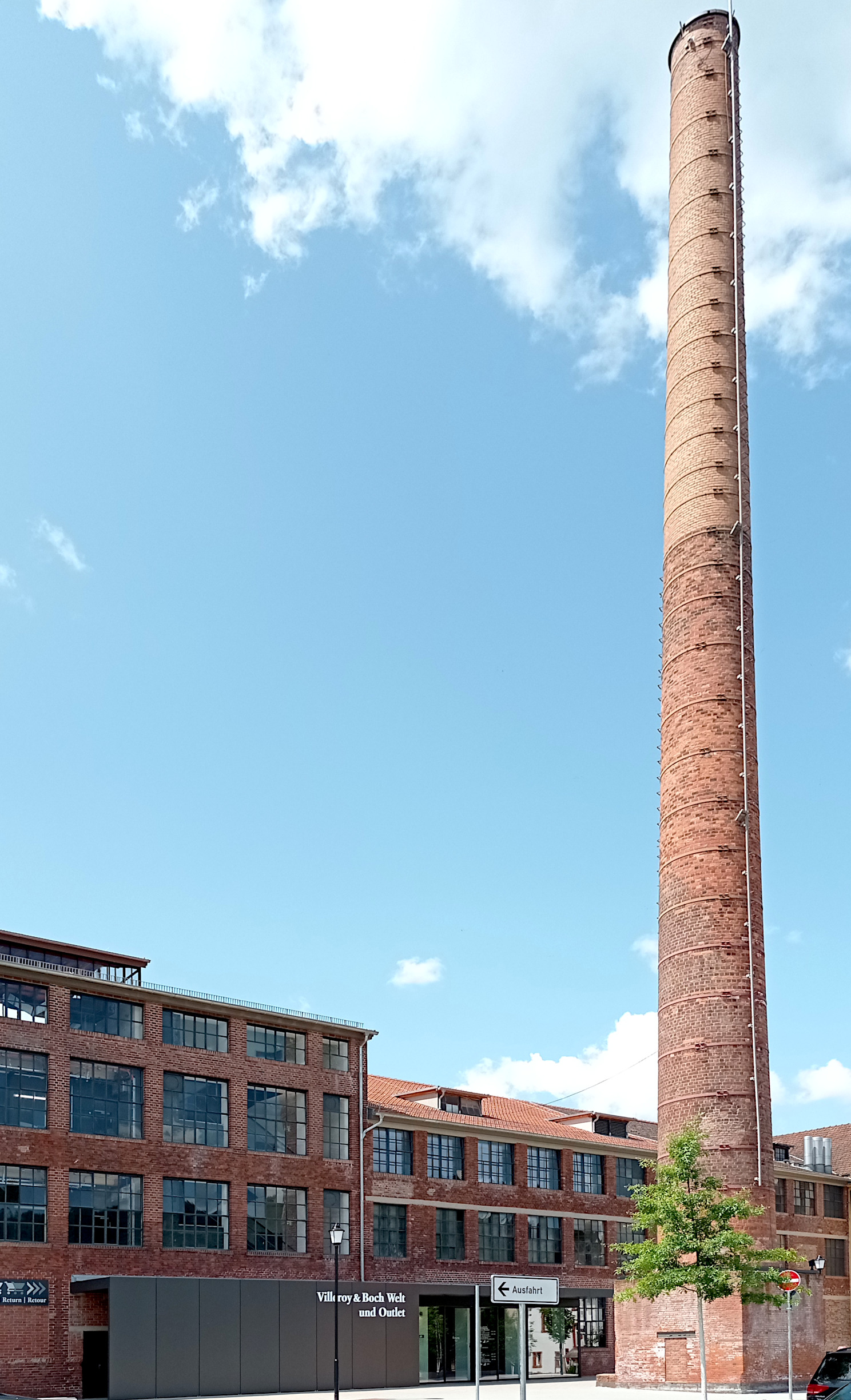
Villeroy & Boch Welt und Outlet in einem ehemaligen Fabrikgebäude

Die Villeroy & Boch Welt in der Unternehmenszentrale umfasst u. a. ein Keramikmuseum, das Beispiele und Fertigungsverfahren seit der Firmengründung zeigt.
Der sogenannte „historische Milchladen“, der vor Umbau und Neugestaltung der Ausstellung als Museumscafé betrieben wurde, ist mit 15.000 handdekorierten Fliesen geschmückt.

## Unternehmensarchiv
Das Unternehmensarchiv wurde Mitte des 19. Jahrhunderts zunächst als Familienarchiv durch Eugen von Boch gegründet und nach dessen Tod von seinem Sohn René von Boch-Galhau fortgeführt. Mit Beginn des Ersten Weltkriegs wurden die archivischen Tätigkeiten kriegsbedingt gänzlich eingestellt und erst 1957 aus Anlass der 100-Jahr-Feier der Fabrik in Merzig wieder aufgenommen. 1993 wurden die verschiedenen Standorte in Räumlichkeiten auf dem Gelände der Fliesenfabrik in Merzig als zentrales Unternehmensarchiv zusammengeführt; es umfasst ca. 200 laufende Regalmeter und erstreckt sich auf rund 800 m². Die Bestände spiegeln inhaltlich die wirtschaftliche Entwicklung des Unternehmens wider (u. a. Akten zur Versuchsanstalt, Kataloge, Werbematerial, Fotografien und -alben) und nehmen auch Bezug auf das gesellschaftliche Engagement der Familie von Boch etwa im Hinblick auf die Gründung des SOS-Kinderdorfs in Hilbringen. Darüber hinaus sind Unterlagen aus den früher eigenständigen Familienarchiven Wadgassen, Britten und Schloss Fremersdorf überliefert, die bis 1259 zurückreichen.

## Sonstiges
Zum Gewinn des Titels der Fußball-Europameisterschaft der Frauen 1989 bekam jede Spielerin der deutschen Mannschaft vom DFB ein 41-teiliges Kaffeeservice Mariposa als Prämie.

## Film
- Deutsche Dynastien – Die Villeroys & Bochs. Dokumentarfilm, Deutschland, 2015, 43:47 Min., Buch und Regie: Caroline Haertel, Produktion: neue artfilm, WDR, Saarländischer Rundfunk, Reihe: Deutsche Dynastien, Erstsendung: 11. Mai 2015 bei Das Erste, Deutsche Dynastien - Die Villeroy & Bochs (Memento vom 6. Juli 2017 im Internet Archive) von Das Erste.